# Museo della città (Acquapendente)
Il museo della città di Acquapendente (oggi museo della città - civico e diocesano) è stato istituito con delibera comunale nel giugno del 2005 e inaugurato nell'agosto dello stesso anno. Costituisce un "sistema museale integrato" che si articola in 3 sedi espositive (Palazzo Vescovile, Torre Julia de Jacopo e Pinacoteca di San Francesco) ubicate lungo l’asse viario che coincide con l’attraversamento della via Francigena, ancora oggi spina dorsale dell’impianto urbanistico dell'abitato. Il museo ha come finalità principale quella di valorizzare l'identità territoriale attraverso i reperti che ne testimoniano la storia, l’arte e la cultura. Tra le principali finalità quelle didattico-sperimentali, con una vocazione per la ricerca scientifica e la didattica nelle scuole. Il museo della città rientra nel "Sistema museale del lago di Bolsena". 

## Palazzo Vescovile

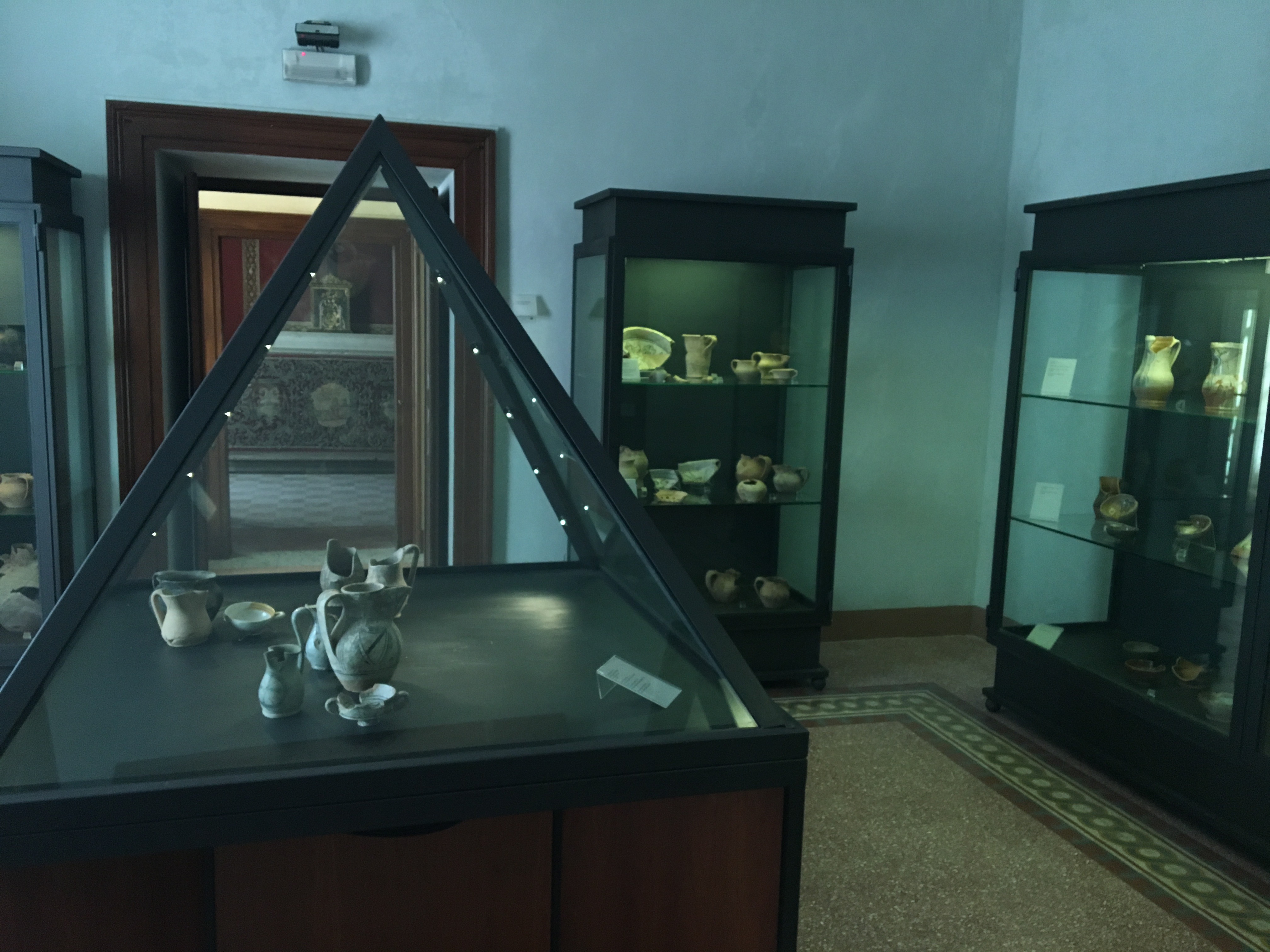
Reperti ceramici medievali e rinascimentali al palazzo Vescovile del Museo della Città

La sede del vescovado, ricavata dell'antico Palazzo Oliva, è la seconda struttura ad essere aperta al pubblico (2005). Il palazzo contiene due distinte collezioni (civica e diocesana) che convivono in un unico ambiente. L'edificio ha tre livelli espositivi strutturati in questo modo:

### Stanza araldica
In questo ambiente è esposta la sezione araldica del museo, comprensiva di reperti di interesse storico e artistico, come il blasone monumentale di Gregorio XIII. Il manufatto, in travertino, reca lo stemma araldico di papa Gregorio XIII Boncompagni (1572-1585), il drago rampante. Al di sopra sono poste la tiara pontificia e le chiavi decussate che rappresentano il potere spirituale e temporale della Chiesa. Era collocato anticamente sul lato est del Ponte Gregoriano di Acquapendente, che fu fatto restaurare nel 1578 da Gregorio XIII sotto la direzione dell’architetto Giovanni Fontana; sul ponte si trova ancora, sul lato ovest, uno stemma analogo. Lo stemma fu smontato nel dopoguerra a causa di lavori di manutenzione e fu lasciato per molto tempo in stato d’abbandono prima di pervenire in museo.
Restaurata dall’Università degli studi della Tuscia, l’opera presentava un consistente attacco di agenti biodeteriogeni, fratture, parti mancanti e zone erose. L’arme, fratturata e divisa a causa dell’ossidazione e della conseguente espansione dell’anello in ferro che la vincolava in origine al ponte, è stata incollata mediante utilizzo di resina epossidica.

### Le carceri vescovili
Ubicate al pian terreno accessibile dal giardino interno, si compongono di un corridoio su cui si aprono tre piccole porte che introducono ad altrettante celle: la prima, più grande, presenta alcuni graffiti che raffigurano per lo più volatili. Quasi sicuramente i carcerati disegnavano ciò che riuscivano a vedere dalla finestra, unica fonte di aria e luce. Un'altra particolarità è che, all’interno di questi disegni, sono incise una serie di barre che rappresentavano i giorni o le ore passati in cella, utili ai carcerati per non perdere la cognizione del tempo. La seconda cella, anticamente senza finestre, era invece destinata ai condannati a morte, che solitamente avveniva un paio di giorni dopo la condanna. L’ultima cella è interessante: dai graffiti sulle pareti si è supposto che, con molta probabilità, ospitasse gli adulteri e gli eretici.

### Anticamera della Sala delle Udienze
La realizzazione del Palazzo Vescovile è legata alla erezione della nuova diocesi di Acquapendente da parte di papa Innocenzo X Pamphilij il 13 settembre 1649, con bolla In supremo Militantis Ecclesiae, in seguito alla distruzione della città di Castro, sede della diocesi e appartenente alla famiglia Farnese.
In particolare, dopo l’istituzione della nuova diocesi, le confraternite, in attesa dell’arrivo del protovescovo - l’arcivescovo di Ragusa Pompeo Mignucci - e dopo che l’antica basilica del Santo Sepolcro era stata elevata a cattedrale, acquistarono il palazzo rinascimentale di proprietà della famiglia Oliva per adibirlo a residenza vescovile.

### Sala delle Udienze o del Trono

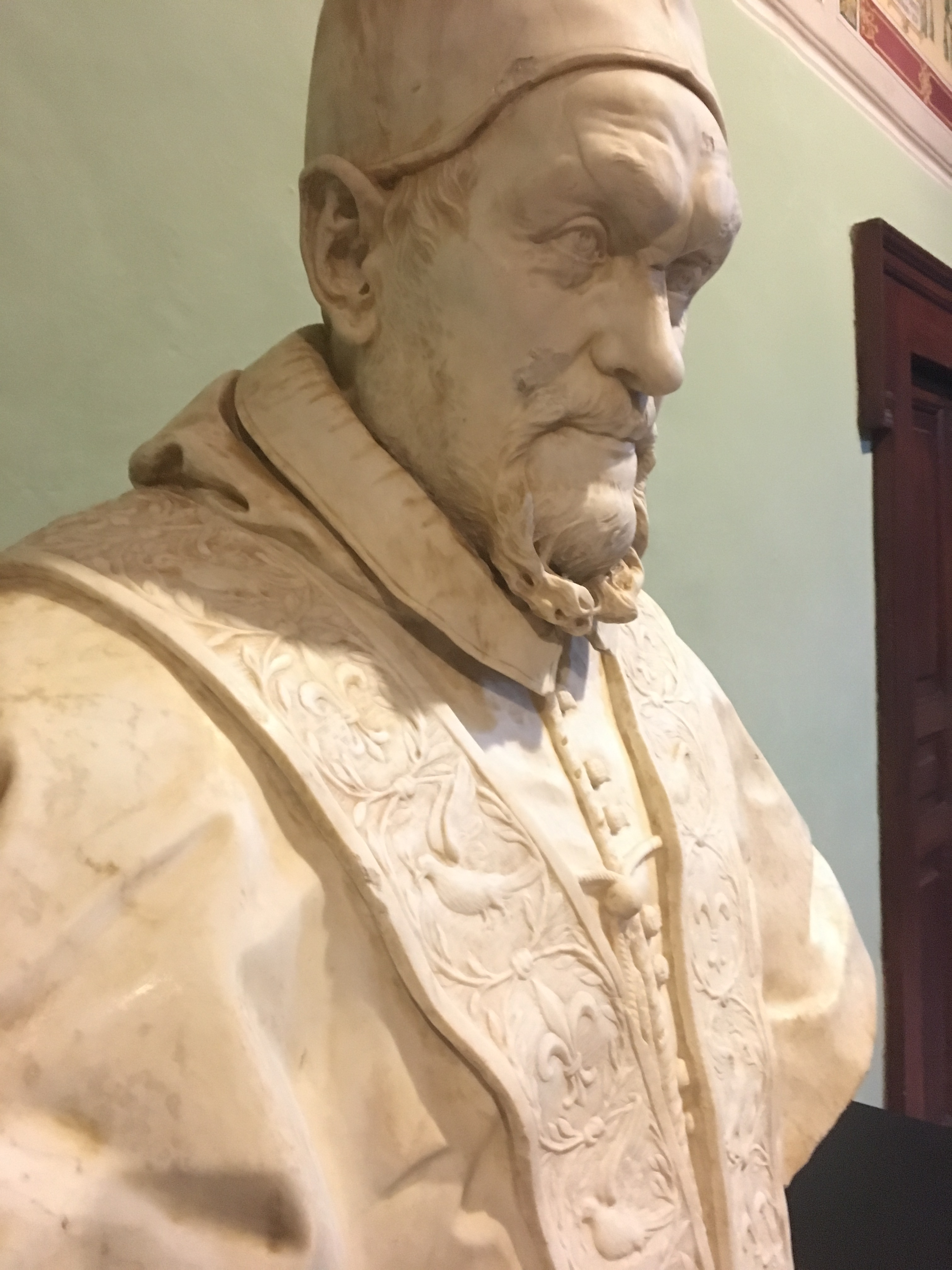
Alessandro Algardi, busto di Innocenzo X Pamphilij, 1650 circa, marmo scolpito (Museo della Città di Acquapendente, Palazzo Vescovile)

Qui sono collocati dipinti su tela di prelati, vescovi e pontefici, che incorniciano il busto marmoreo di papa Innocenzo X Pamphilij. Il busto, in marmo, venne commissionato dal pontefice Innocenzo X Pamphilij (1644-1655) ad Alessandro Algardi (1598-1654) probabilmente nel ’52 per essere collocato al di sopra del portale di accesso alla cattedrale del Santo Sepolcro di Acquapendente. Quando questa nel 1746 subì dei lavori di rifacimento, esso fu spostato nell’ordine superiore della facciata. Nel 1944 l’esplosione di un convoglio di armi tedesco nella piazza antistante provocò danni consistenti all’esterno della chiesa, scheggiandolo. Durante i lavori di restauro (1950) si decise così di sostituire l’originale con un calco, spostandolo all’interno sopra una mensola nel transetto destro. Nel 1979, una seconda copia in gesso venne lasciata nella cattedrale e l’originale ricoverato nel Palazzo Vescovile, dove rappresenta uno dei pezzi più importanti della collezione del Museo della città.
Un intervento di manutenzione, eseguito nel 2015 dall’Università degli Studi della Tuscia, nel pieno rispetto della storia del manufatto, è consistito nella rimozione dei depositi incoerenti mediante aspirazione e nell’alleggerimento della patinatura dove le zone di alterazione cromatica sono più intense. 
Alcune opere provengono in parte dalla cattedrale del Santo Sepolcro, altre invece si trovavano già nel palazzo. La collezione comprende anche i ritratti del cardinale Corsini, del cardinale Campanella e di papa Pio VII, opere di Vincenzo Milione (1735 – 1805). Sulle pareti corre un fregio ad affresco, eseguito da Alfredo Consoli nel XX secolo (1934), con gli stemmi dei vescovi che si sono succeduti in città, inframezzati da vedute di centri che facevano parte del territorio diocesano.
Nelle teche è possibile invece ammirare una collezione di manufatti liturgici di differente provenienza.

### Sala seconda già Camera da letto e poi Sala da pranzo
Questo ambiente era anticamente la camera da letto del vescovo, trasformato a metà del XIX secolo in stanza da pranzo. 
Qui sono esposti la collezione di paramenti sacri del museo e i sei reliquiari a ostensorio appartenuti ai vescovi aquesiani.
Da sinistra: la pianeta con stemma del vescovo Nicola Leti (1655 – 1674), la tonacella in seta bianca (XVII) e la pianeta con angeli e puttini (XVIII sec.). Al centro si trova il piviale con stemmi del vescovo Giovan Battista Febei (1683 – 1689), mentre sull’angolo destro si può ammirare la pianeta in seta laminata nera (XIX sec.), esemplare di parato in uso nelle commemorazioni dei defunti.
Seguono la pianeta con stemma di papa Benedetto XIV (1740 – 1758) e la pianeta con stemma del vescovo Gisleno Veneri (1887-1920).

### Sala terza già libreria
Nel XIX secolo la sala era adibita a libreria e conteneva molti volumi come si può dedurre dagli inventari che sono stati redatti nel corso dei secoli.
In questo ambiente oggi troviamo molti oggetti ceramici rinvenuti durante l’attività di scavo in piazza Tranquillo Guarnieri - giardino antistante la sede museale - tra il 1988 ed il 1991. Gli scavi hanno permesso anche di individuare i resti di un'antica fornace del Cinquecento e una serie di “butti”, alcuni contenenti quasi esclusivamente scarti di lavorazione della fornace stessa.

### Sala quarta già cappella vescovile

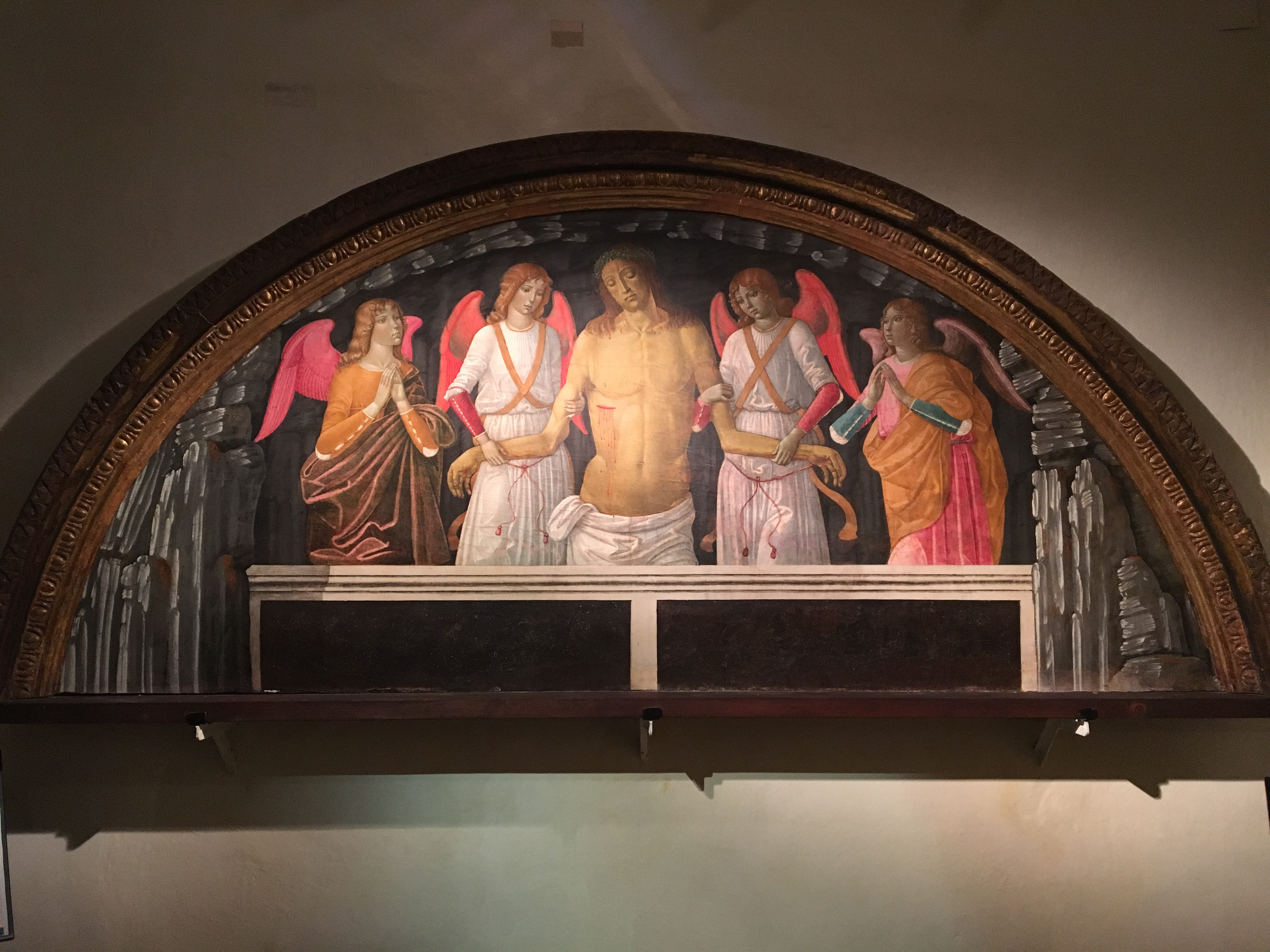
Girolamo di Benvenuto, Cristo in Pietà tra gli angeli - Museo della Città - sede di Palazzo Vescovile (1505, olio su tavola)

Originariamente più ampia, ha ospitato la camera da letto del vescovo. Oggi è dedicata al grande dipinto su tavola di Girolamo di Benvenuto (1505), una lunetta con il Cristo in Pietà tra gli angeli' in cui la figura del redentore appare al centro, frontale, sorretta da due angeli, proveniente dalla chiesa di Sant’Agostino. 
L’opera - insieme alla tavola con la Madonna con il Bambino tra i santi Nicola da Tolentino, Monica, Agostino e Giovanni Evangelista, attualmente conservata al Fogg Art Museum di Cambridge nel Massachusetts - faceva parte di una pala d’altare all’interno del presbiterio.
La sua posizione originaria è visibile nel plastico rappresentante la chiesa di Sant’Agostino collocato sul basamento a sinistra. 
Sulle pareti, opere di artisti toscano-laziali del XV e del XVI secolo.

### Sala quinta già abitazione del bargello
Sino alla fine del XVIII secolo la sala faceva parte dell’abitazione del bargello (funzionario preposto all'ordine pubblico), che risiedeva nelle stanze che si trovavano sopra le celle delle carceri. Dalla seconda metà del XIX secolo la stanza risultava adibita a camera da letto all’interno dell’appartamento vescovile.
Qui sono esposti i reperti provenienti dagli scavi archeologici effettuati nel 1996 presso Palazzo Morelli, attuale sede del Cinema Olympia. Scavi che hanno restituito, oltre alle opere recanti lo stemma della famiglia Morelli, diversi piatti in stile compendiario, ingobbiata del XVII secolo, brocche e piatti decorati con volti di donna (iconografia tipica aquesiana) e una serie di piatti del tipo Regio Parco di Torino, caratterizzati dallo stemma araldico della famiglia, un’aquila ad ali spiegate.

### Corridoio dell’ex scala delle carceri vescovili
L’ultimo ambiente è formato da un corridoio dove con molta probabilità era alloggiata la scala che, negli ultimi decenni del XVIII secolo, collegava le due stanze del bargello alle carceri vescovili. Oggi è stato destinato all’esposizione cronologica della ceramica di Acquapendente. 
Le opere più antiche (maiolica arcaica) risalgono ai secoli XIV e XV. Segue la maiolica graffita (XV-XVI sec.), mentre tra la fine del XV e il XVII secolo è documentato l’uso del lustro, tecnica che consente di ottenere sfumature mutevoli di color oro e rubino. 
Risale invece alla metà del XVI secolo la iconografia delle cosiddette “belle”, quindi si arriva alla produzione in stile compendiario e a quella assimilabile al tipo Regio Parco di Torino (dalla metà XVII sec.). Del Novecento, infine, le opere della donazione Fuschini-Rosa, la cui produzione cessò di esistere nel 1971.

### Corridoio verso il giardino
Dei due corridoi, disposti ad L, il più interno altro non è che una porzione della camera da letto vescovile, separata tramite un tramezzo.
Nella vetrina sono esposti oggetti di vita quotidiana all’interno di locande e taverne, che proliferarono a cavallo tra i secoli XVI e XVII. Gli scavi, condotti nei pressi di Porta della Ripa, hanno restituito sia manufatti comuni sia manufatti di provenienza esterna che facevano parte del corredo dei viandanti e che, in caso di rotture accidentali, venivano gettati nei butti domestici. Le vetrine che affiancano l’ingresso alla cappella sono state destinate ai reperti provenienti dagli scavi in via Cesare Battisti, nel vicolo Viola e in via Rugarella.

### Cappella vescovile
È la cappella privata del vescovo, precedentemente ubicata all’interno dell’area centrale di Palazzo Oliva. L’aspetto attuale è principalmente frutto delle ricostruzioni conseguenti ai danni provocati dalle granate della seconda guerra mondiale. La decorazione ad affresco sulle pareti e sul soffitto risale infatti al 1944 ed è opera del pittore aquesiano Alfredo Consoli su commissione del vescovo Giuseppe Pronti di Assisi (1938-1951). 
L’ambiente raccolto della cappella rappresenta la cornice del paliotto, con stemmi del vescovo Alessandro Fedeli (1690-1696) in velluto rosso e con un ricco ricamo a rilievo in filo e lamina in argento.
Di fronte si può ammirare il piviale con stemma, un leone rampante incoronato che sostiene una cornucopia, del vescovo Florido Pierleoni (1802-1829). Ai lati dell’altare sono posti due reliquiari.

### Sala sesta già camera da letto del vescovo
Dalla seconda metà del XIX secolo, ha ospitato la camera da letto del vescovo. I reperti esposti provengono dagli scavi in via Cantorrivo (XIV e XV secolo). Nella prima vetrina a sinistra sono esposti manufatti in ceramica destinati alla tavola domestica (ciotole a fondo piano e la “panata”, ovvero una brocca di piccole dimensioni impiegata per bagnare il pane secco). 
Sempre a sinistra si trovano boccali frammentari e ciotole che recano il blasone dei Colonna (da una lettera del 1588 si apprende che la ceramica aquesiana era nota anche negli ambienti ecclesiastici romani). Un piatto da pompa graffito con al centro la figura di un drago alato, disposto ai lati della porta di uscita, risale al XV secolo.

### Sala settima già studio del vescovo
Negli anni precedenti all’unità d’Italia questa stanza era adibita a studio e conteneva almeno duecento volumi della libreria del vescovo Castiglioni.
Qui si trovano esposti i reperti provenienti dagli scavi condotti nella piazza antistante il museo, denominata piazza Tranquillo Guarnieri, che hanno portato alla luce un basamento refrattario, probabile piano di un forno per la cottura della ceramica, e i resti di una bottega. Rilevante è un piatto, databile attorno alla metà del XVI secolo, con decorazione a motivi paesaggistici, in cui sono visibili edifici storici come la casa rurale con torre. Degne di nota le opere raffiguranti figure femminili, collocabili tra i secoli XVI e XVII, nella vetrina a sinistra. 
La sala ospita anche reperti in maiolica arcaica, provenienti dallo stesso scavo.

### Salone delle vedute

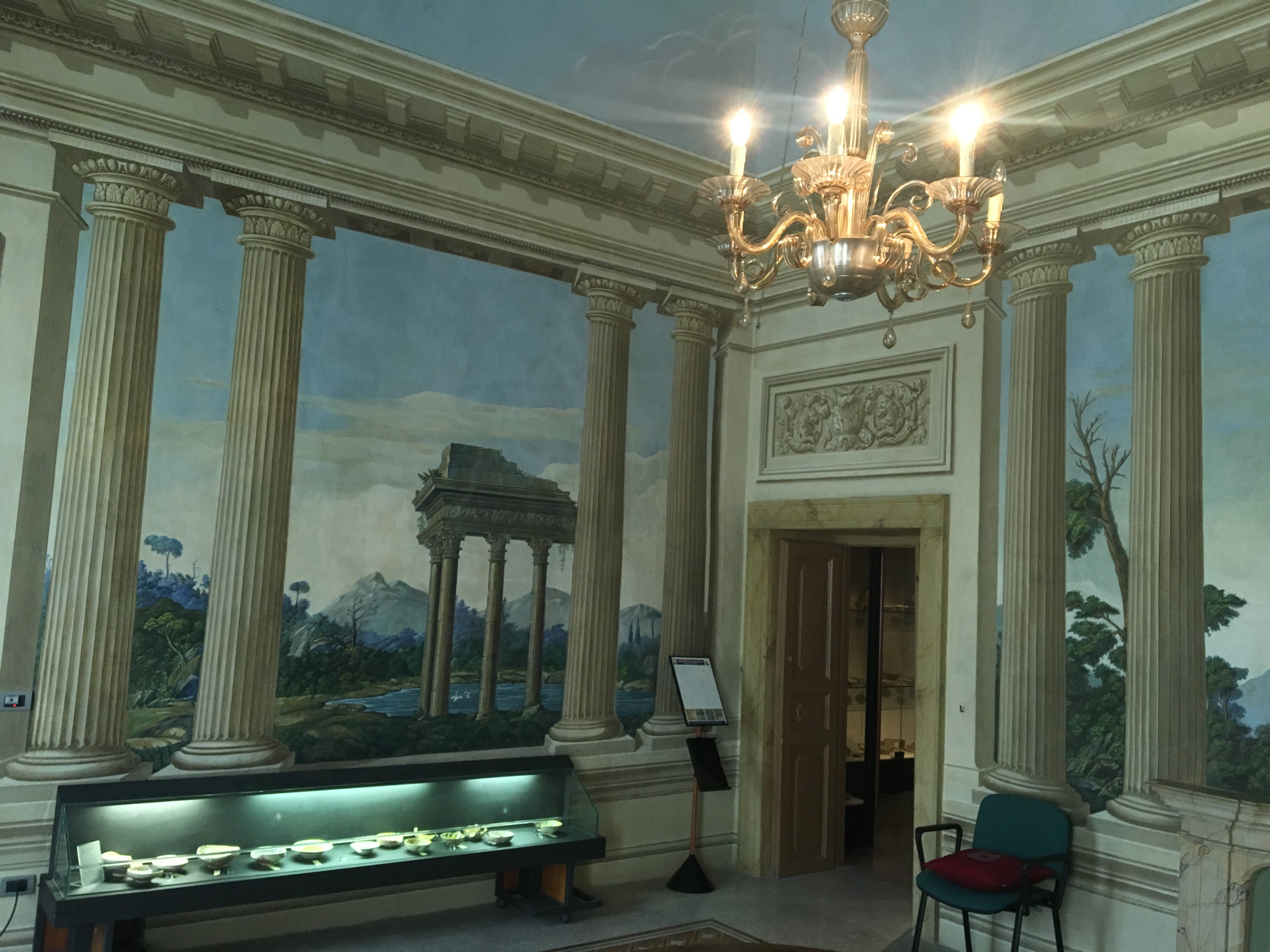
Sala delle vedute del Palazzo Vescovile - Museo della Città, affresco di Alfredo Consoli, 1944

Il salone, che fungeva da soggiorno privato dell’appartamento vescovile, ha le pareti dipinte in trompe-l’oeil che si aprono su diversi paesaggi naturali inquadrati entro equilibrate ripartizioni di una finta architettura classica. 
Le colonne in fantasioso ordine tuscanico sorreggono una trabeazione sopra alla quale si schiude l’azzurro di un cielo in cui volteggia un’aquila che tiene stretto negli artigli un nastro svolazzante con la scritta M. Pronti A. D. 1944 dedicata al vescovo Giuseppe Pronti, committente del restauro dei dipinti, eseguito da Alfredo Consoli in seguito al danneggiamento avvenuto durante la seconda guerra mondiale. L’ultimo restauro, invece, risale al 2005, ed è opera di Mariano Marziali. Al centro della sala, con camino a parete chiuso a pannello in legno dipinto con lo stemma del vescovo Luigi Boccadoro (1951-1987).

### Sezione della via Francigena
Una sezione del palazzo, nota come "demo-etno antropologica" e ubicata negli spazi di servizio (al secondo piano) è invece riservata alla "via Francigena": un grande plastico che corre lungo la grande sala, riproduce le tappe principali del percorso, corredato da pannelli didattico-informativi e schermi a led.

## Pinacoteca

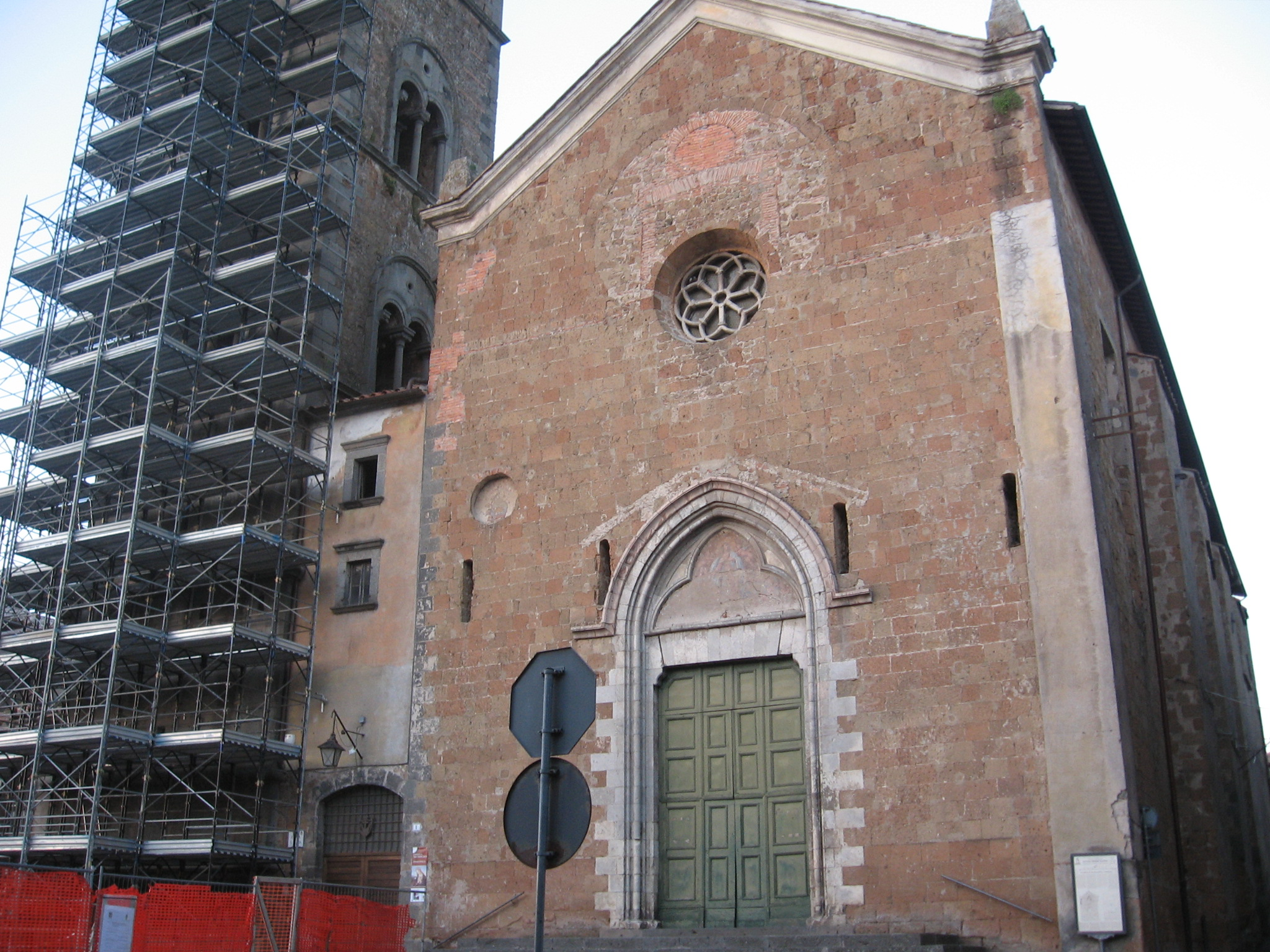
Chiesa di San Francesco, al cui interno, nel chiostro, è collocata la pinacoteca omonima (Museo della Città)

Situata negli ambienti dell’antica sagrestia San Francesco (ricavati negli spazi del chiostro), ospita una delle raccolte più cospicue del territorio viterbese. La pinacoteca fu l'ultima sezione del museo della Città ad essere inaugurata (2011) e contiene una parte delle opere provenienti dal limitrofo convento dei Frati minori conventuali di San Francesco.
Per Egidia Coda "la quadreria del convento dei Frati minori francescani di Acquapendente può vantare oltre quaranta opere, che coprono un arco temporale di circa quattro secoli, dalla fine del Quattrocento alla metà dell'Ottocento. Essa costituisce pertanto uno dei complessi artistici più cospicui del territorio viterbese e, tra i più interessanti per qualità delle singole opere" (Coda, 2010). 
Tra i manufatti si ricordano: la Madonna con bambino e San Giovannino del Maestro di Marradi, il San Bernardino di Sano di Pietro (Zeri 1951), le tantissime opere attribuite a Francesco Nasini, attivo – su basi documentarie - nel limitrofo coro della chiesa di San Francesco (Strinati 2012). Recentemente sono state individuate anche due repliche di opere di Raffaello, realizzate dal primo falsario cinquecentesco, tal Terenzio Terenzi da Urbino, anche noto come Rondolino Pesarese (Alessi- Strinati 2016). Molti anche gli oggetti liturgici: turiboli, ostensori di varia tipologia, calici e reliquiari in argento databili al XVII e al XVIII secolo.
Nel 2024 la pinacoteca verrà interamente traslata presso la sede polo di Palazzo Vescovile. 

## Torre Julia de Jacopo

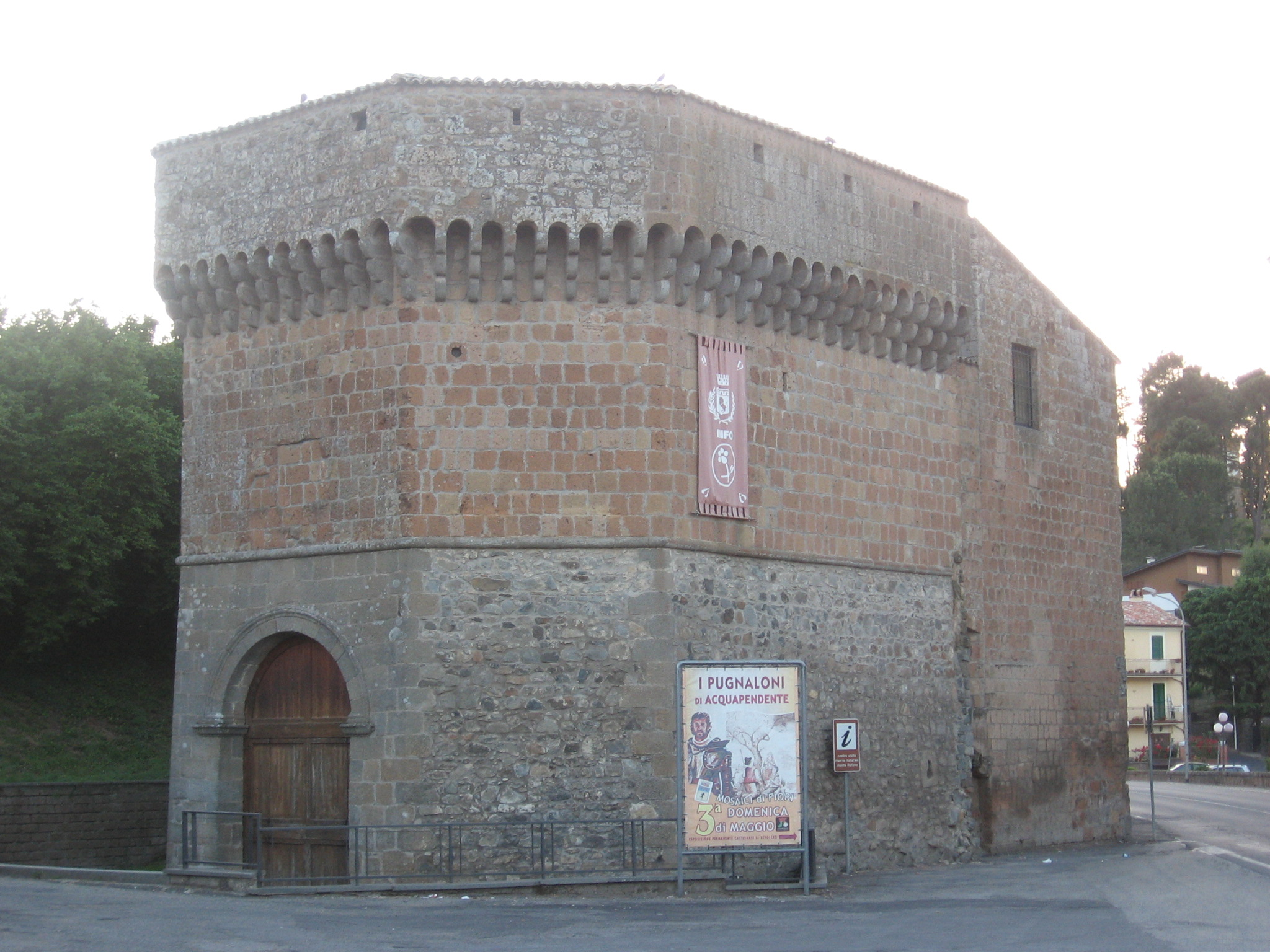
Torre Julia de Jacopo - Museo della Città di Acquapendente - sede della Ceramica arcaica e rinascimentale (info point)

È la sede più antica delle tre strutture del Museo della Città di Acquapendente. Istituita dal 2000 è adibita, nel piano terra, a infopoint e centro visite. Nel maniero medievale, dislocate sui due livelli espositivi, sono collocate le collezioni ceramiche più pregevoli del territorio, frutto di una campagna di scavi autorizzata dalla Soprintendenza per i beni archeologici con il supporto di alcuni volontari dell'Archeoclub d'Italia - sezione Acquapendente - nel 1995, in alcuni ambienti del convento di Sant'Agostino.
I reperti rinvenuti coprono un arco cronologico abbastanza omogeneo che parte dalla prima metà del XIII secolo sino ai primi decenni del XV secolo. Per quanto riguarda la ceramica medievale si palesa una forte dominante delle forme chiuse su quelle aperte, mentre i motivi decorativi rivelano una predominanza del tema vegetale su quello geometrico (non mancano però motivi zoomorfi o religiosi). 
Dalla metà del XIV secolo i motivi decorativi tendono alla semplificazione, sino alla comparsa di motivi araldici ed epigrafici. È di questi anni l'introduzione del motivo antropomorfo, con raffigurazioni di volti femminili; sempre di questo periodo sono le scene figurate che riguardano le tematiche dell'amore cortese. Sia la morfologia dei reperti, sia il repertorio figurativo rientrano nella tipologia "alto-laziale", dove confluiscono sia influssi romani sia delle contigue aree umbra e toscana (anche se va ribadita la specificità tipologica e decorativa in questi reperti).

## Mostre
Gli eccellenti falsi di Raffaello, a cura di Andrea Alessi, Pinacoteca di San Francesco, Museo della Città di Acquapendente (inaugurata domenica 22 maggio 2016 - 31 dicembre 2016)
La pala ritrovata (con testi di Valentino Anselmi), Palazzo Vescovile, Museo della Città (inaugurata l'8 agosto 2016- 31 dicembre 2016)
I mai visti. Gli inediti dai depositi del Museo della Città, a cura di Andrea Alessi, Palazzo Vescovile, Museo della Città (inaugura l'8 dicembre 2016- 16 aprile 2016)
La bellezza svelata dai laboratori di restauro di Acquapendente e Viterbo a cura di Andrea Alessi e Claudio Strinati (16 dicembre 2017 - 30 settembre 2018; proroga 31 dicembre 2018)
Sindrome di Stendhal, a cura di Andrea Alessi, con opere di Tommaso Cascella, Lidia Bachis e Chiara Tommasi (1º giugno -31 dicembre 2019)

## Galleria immagini di Palazzo Vescovile

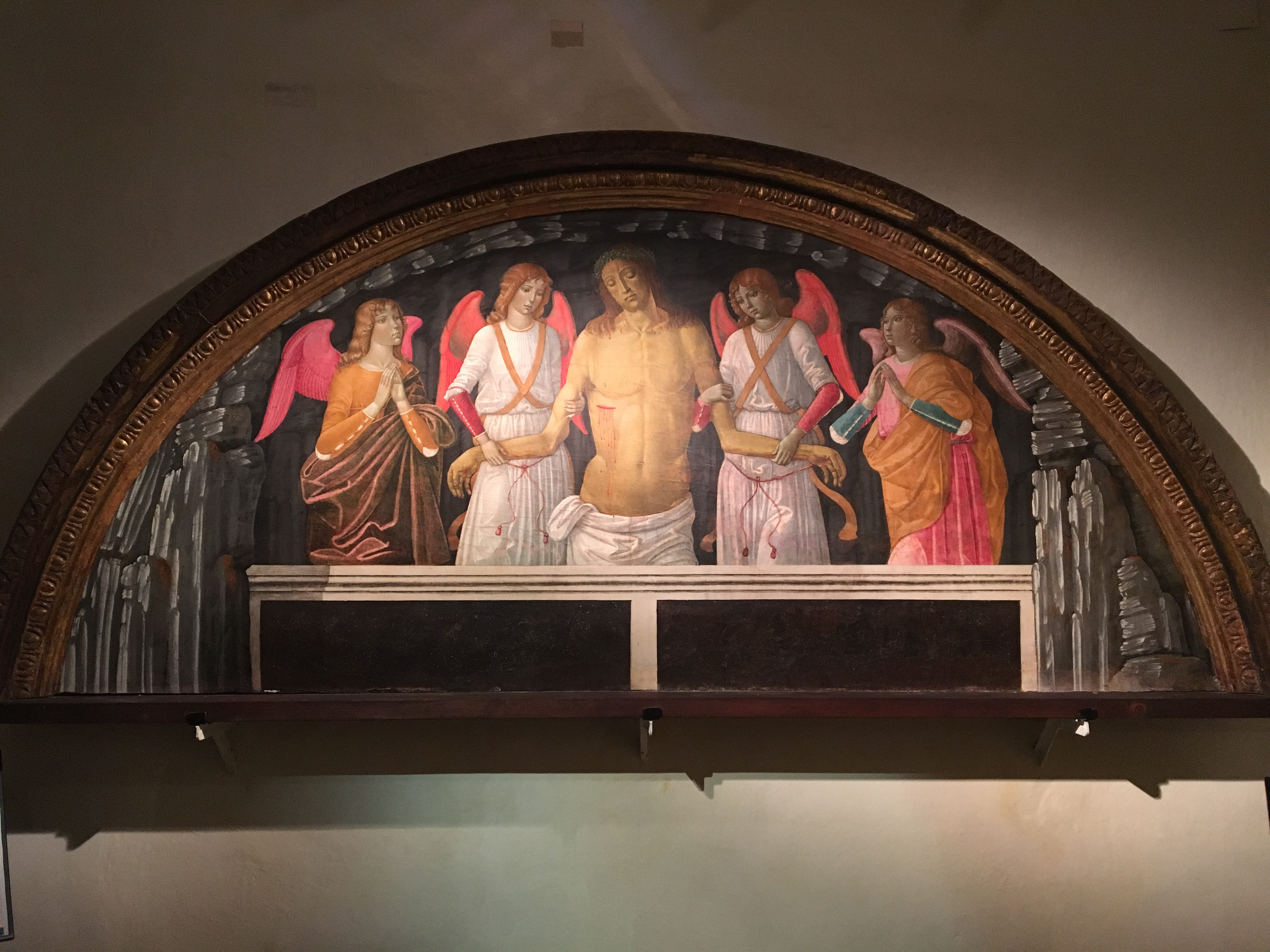
Girolamo di Benvenuto di Giovanni del Guasta, Cristo in Pietà tra angeli, tempera su tavola, 1505 circa, Palazzo Vescovile, museo della città (Acuqapendente)
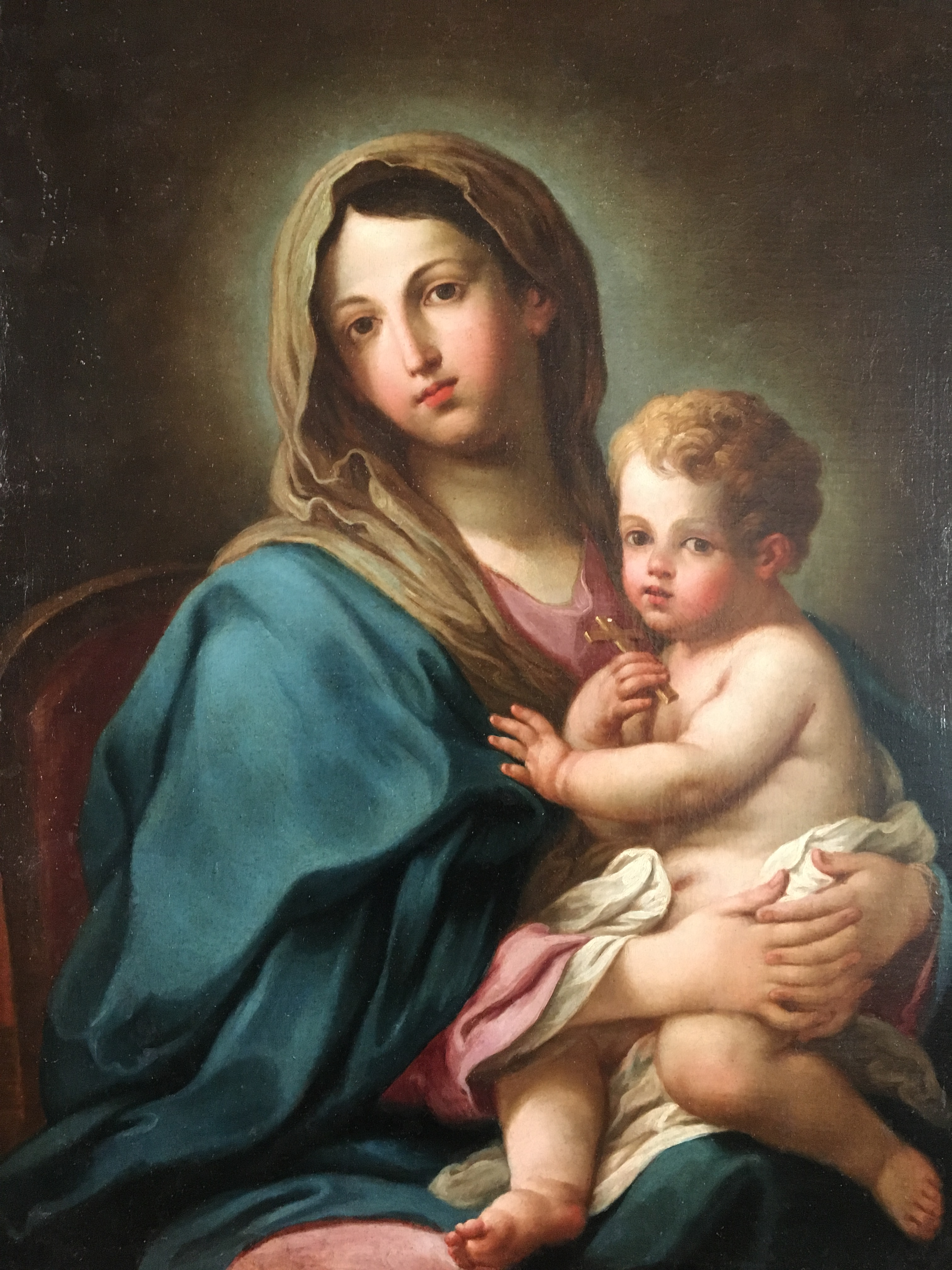
Filippo Germisoni, detto Il Moletta, Madonna con Bambino, olio su tela (97x73,5 cm), XVIII secolo (ante 1715), foto dopo il restauro, Palazzo VEscovile, Museo della Città (Acquapendente)
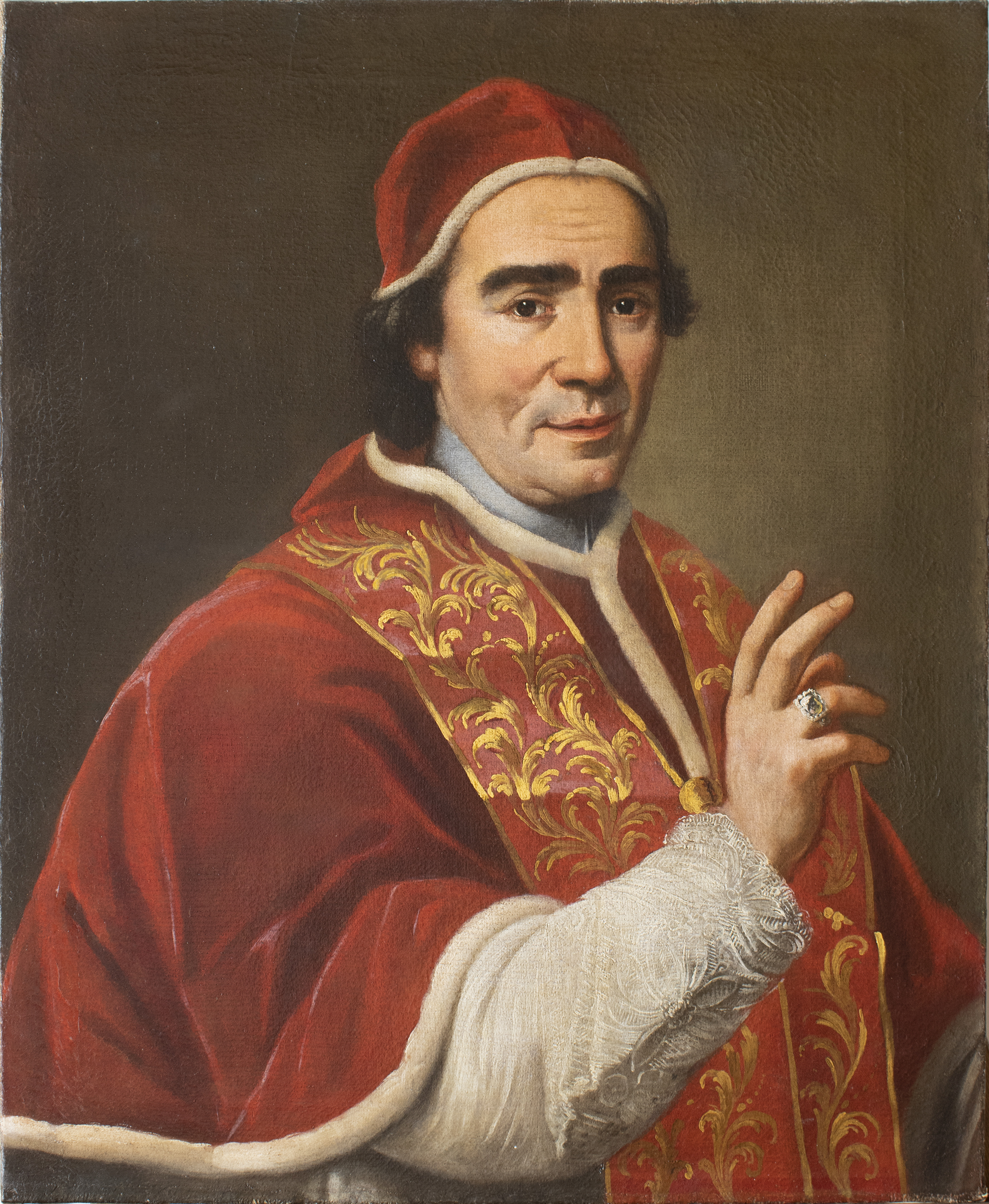
Giovanni Domenico Porta, Ritratto di papa Clemente XIV, olio su tela (70x58,5 cm), 1769-1770, foto dopo il restauro, Palazzo Vescovile, Museo della Città (Acquapendente) - Patrimonio del Fondo Edifici di Culto – Ministero dell’Interno
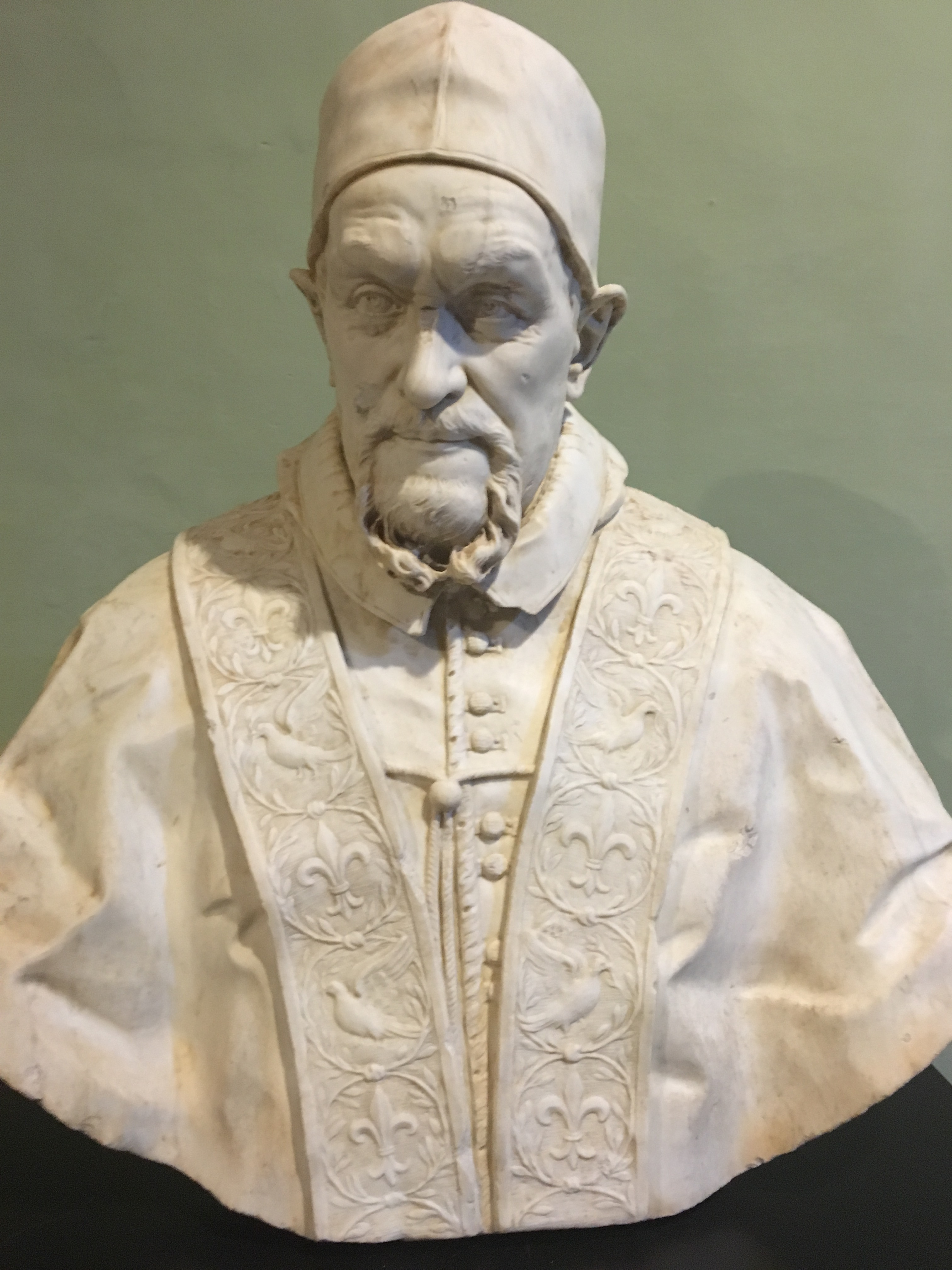
Alessandro Algardi, busto marmoreo di Innocenzo X Pamphilj, marmo scolpito, 1650 circa, Palazzo Vescovile, Museo della Città (Acquapendente)
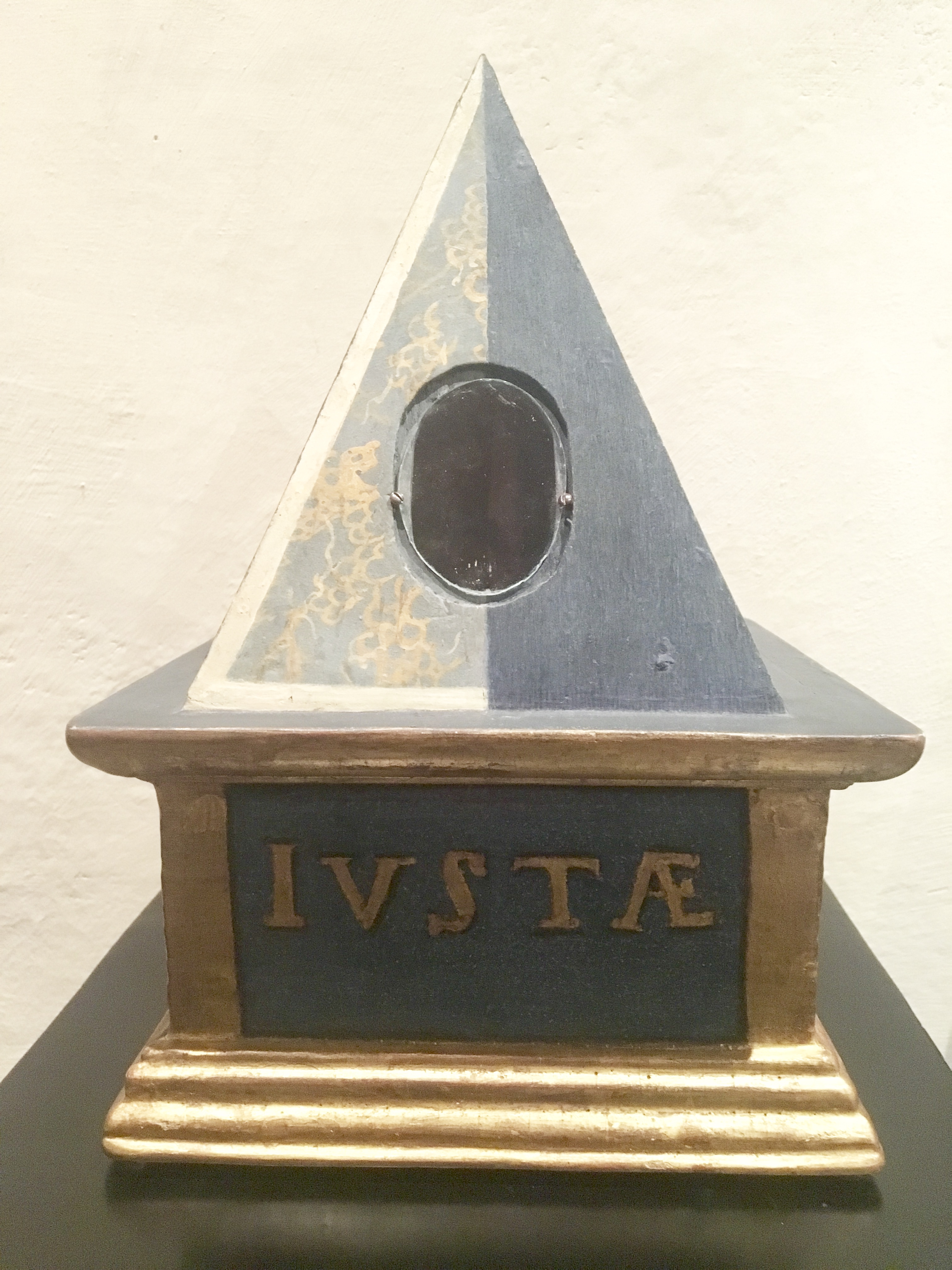
Reliquiario di Santa Giusta, legno scolpito, dorato e argentato (32x21,5 cm), 1645 (datato), Palazzo Vescovile, Museo della Città (Acquapendente) - Patrimonio del Fondo Edifici di Culto – Ministero dell’Interno
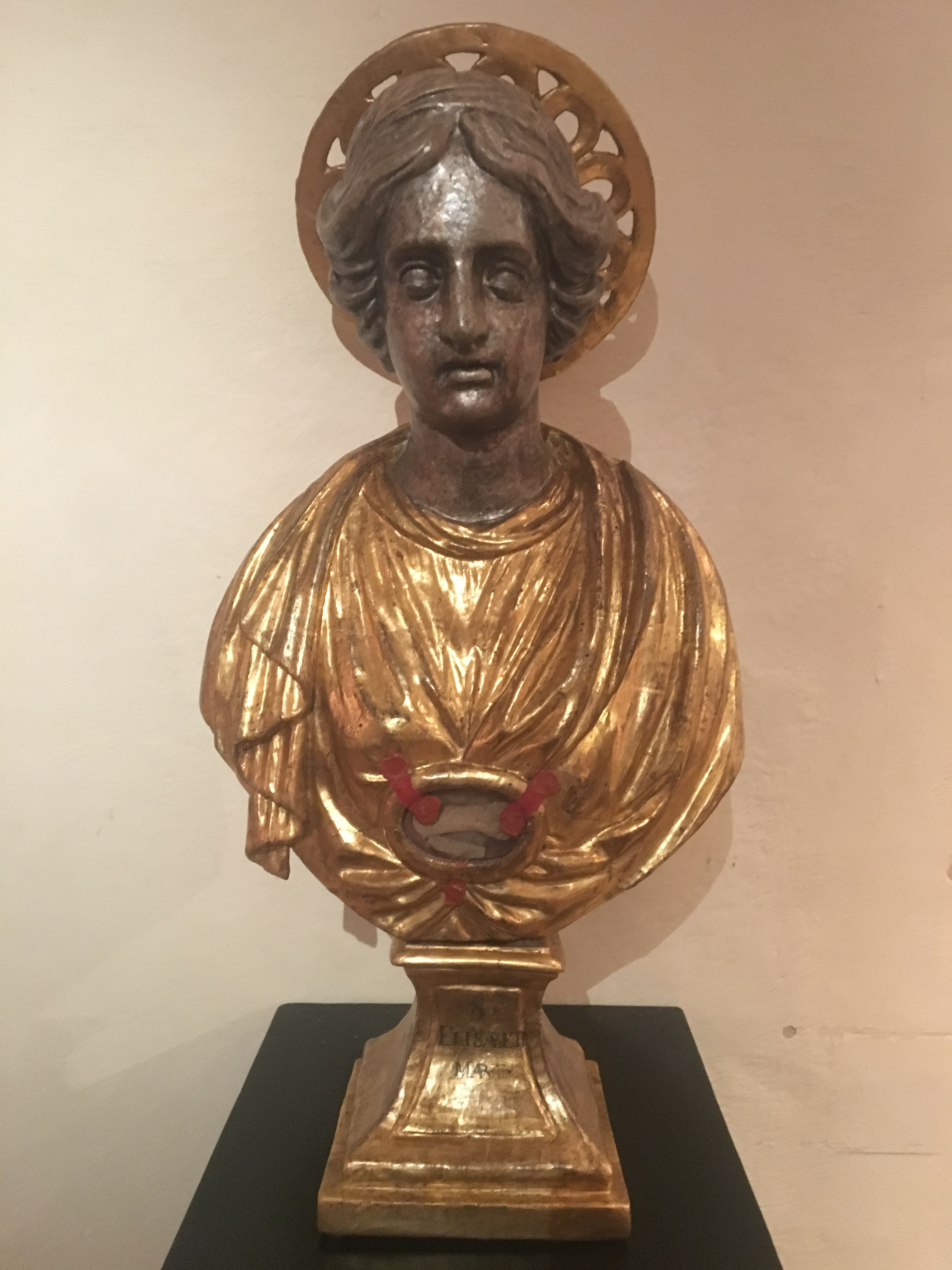
Busto reliquario di Santa Elisabetta martire, legno dorato e argentato, palazzo vescovile, Museo della Città (Acquapendente) - Patrimonio del Fondo Edifici di Culto – Ministero dell’Interno
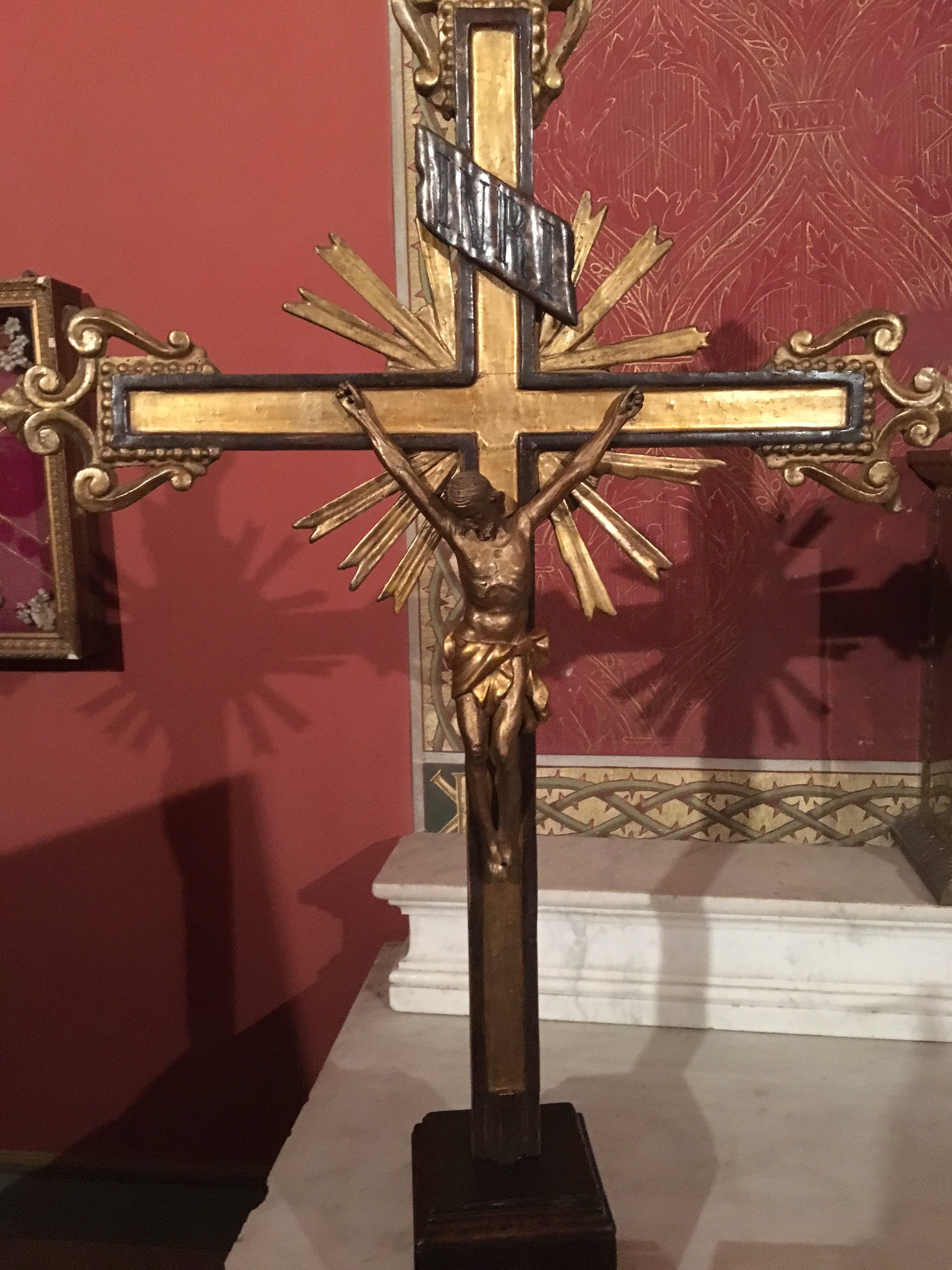
Croce d’altare, legno scolpito e dorato (74x52 cm), XVIII secolo, Palazzo Vescovile, Museo della Città (Acquapendente) - Patrimonio del Fondo Edifici di Culto – Ministero dell’Interno
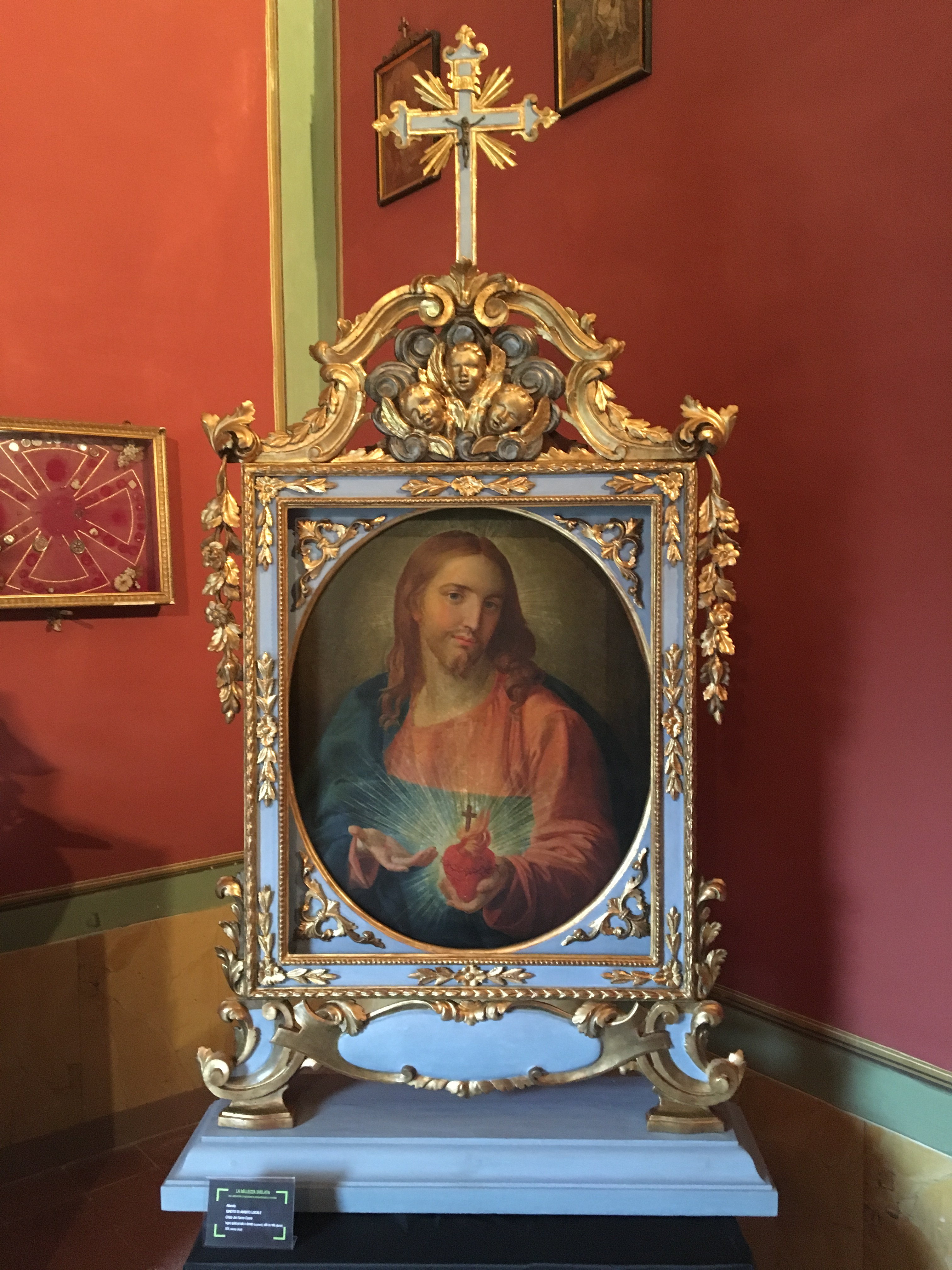
Altarolo, Ignoto di ambito locale, Gesù del sacro cuore (copia da Pompeo Batoni), olio su tela, XIX secolo inizi, legno scolpito e intagliato (dorato e argentato), palazzo vescovile, Museo della Città (Acquapendente) - Patrimonio del Fondo Edifici di Culto – Ministero dell’Interno
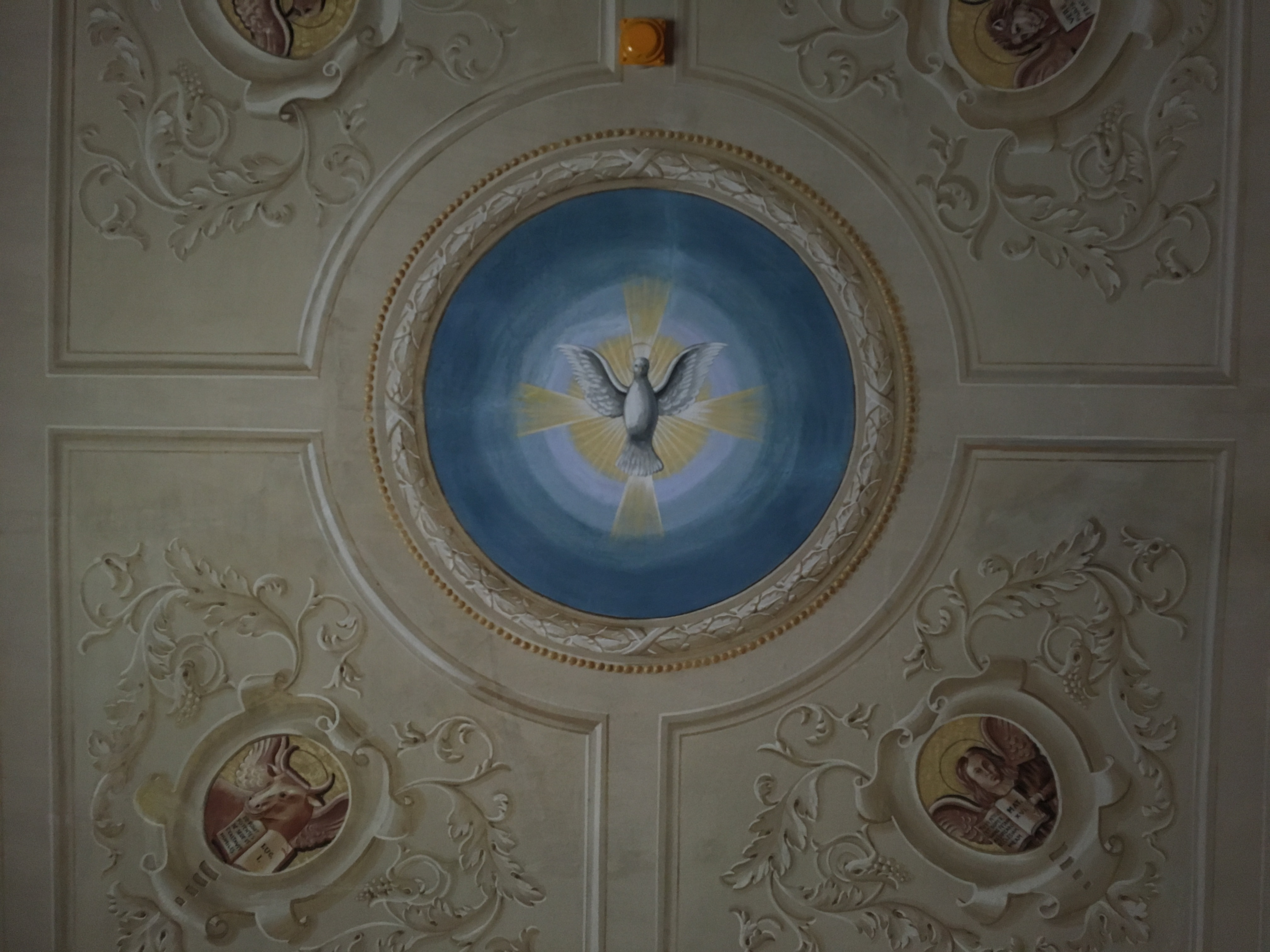
Particolare della volta della cappella di Alfredo Consoli, Palazzo Vescovile, Museo della Città (Acquapendente)
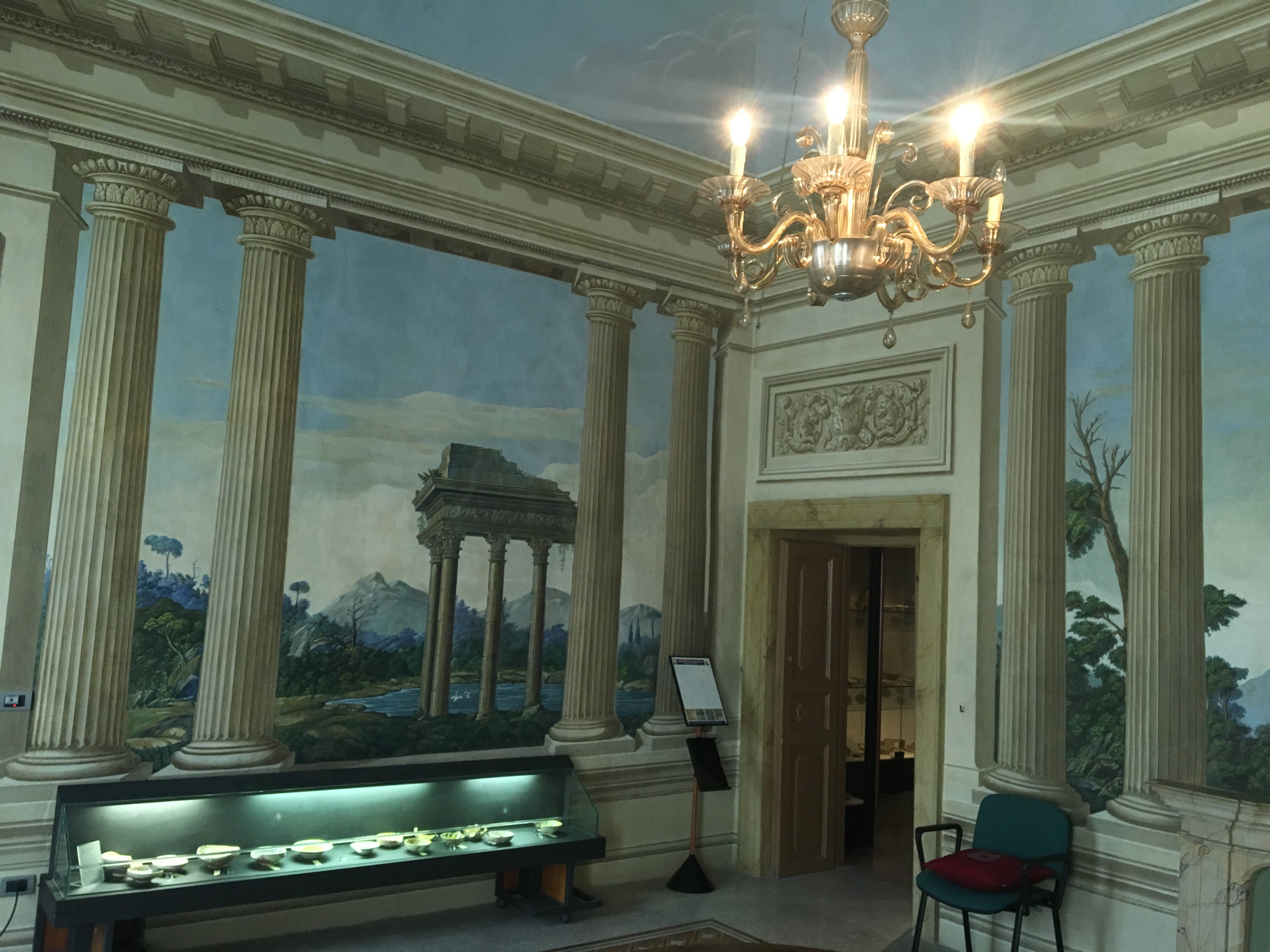
Alfredo Consoli, Salone delle Vedute, Palazzo Vescovile, Museo della Città (Acquapendente)
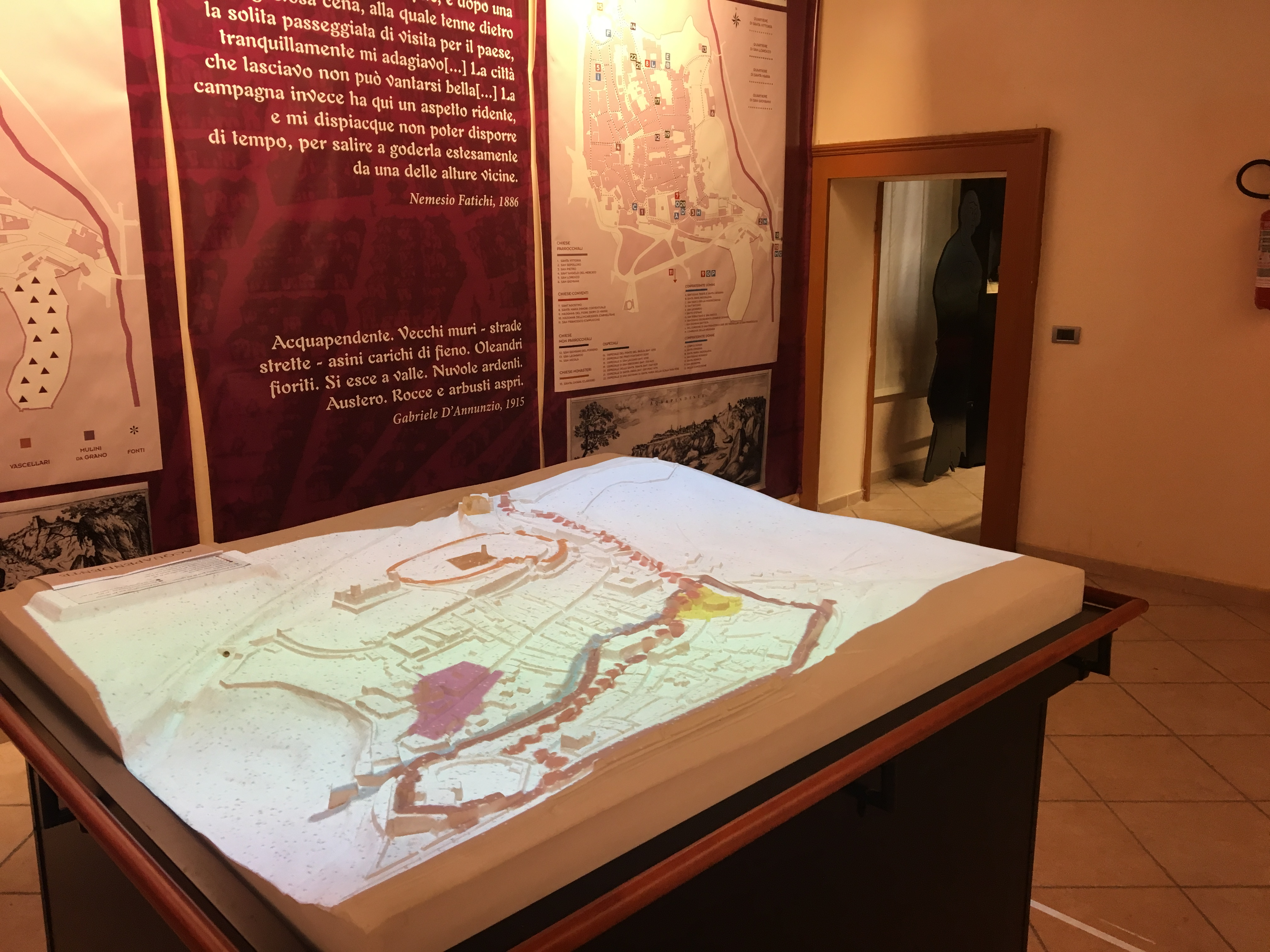
Apparati multimediali nella sezione demo-etno-antropologica, Palazzo Vescovile, Museo della Città (Acquapendente)
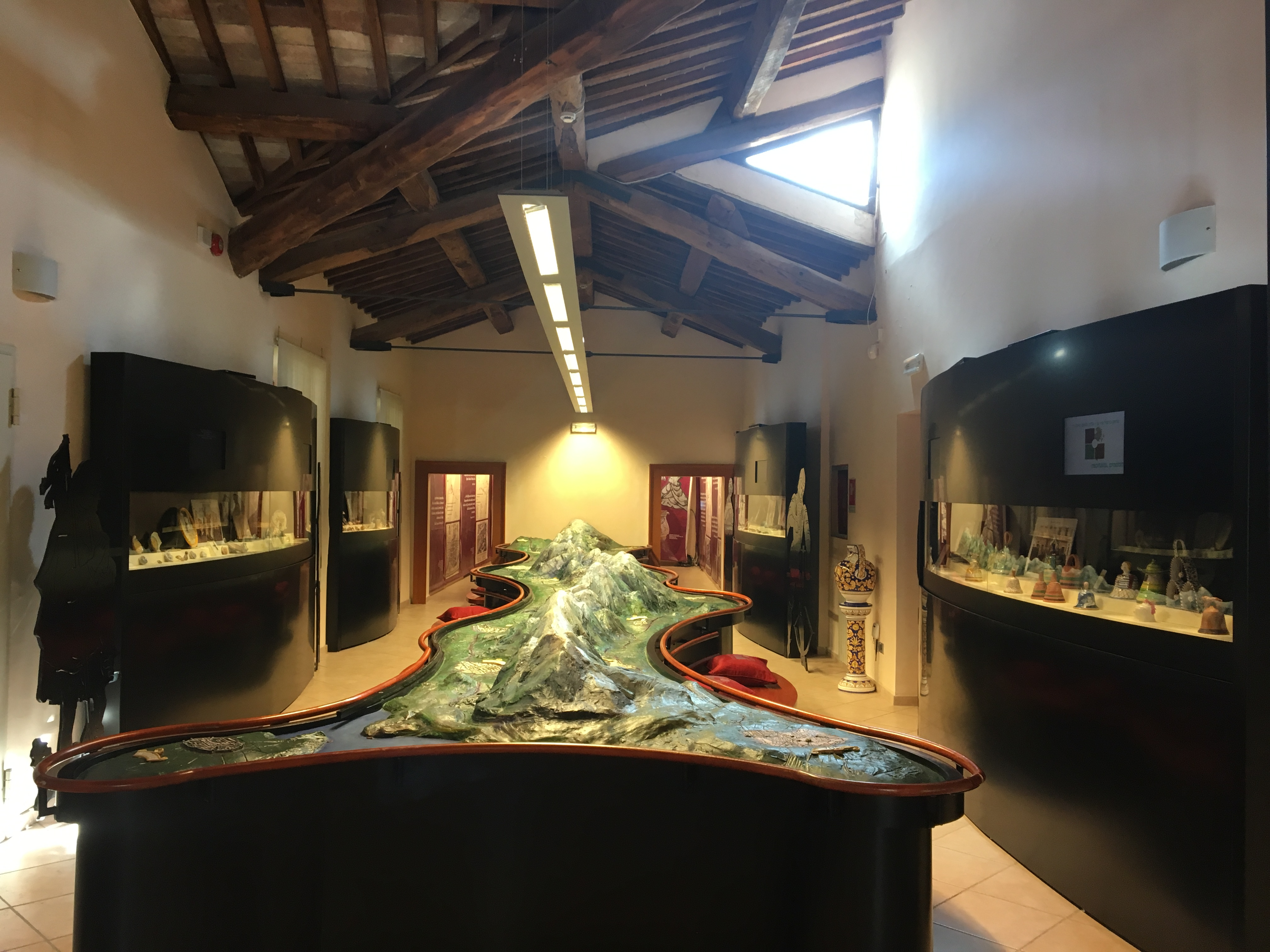
Apparati multimediali nella sezione demo-etno-antropologica col dettaglio del palastco centrale riproducente il tratto della Francigena, Palazzo Vescovile, Museo della Città (Acquapendente)

## Galleria immagini della Pinacoteca di San Francesco

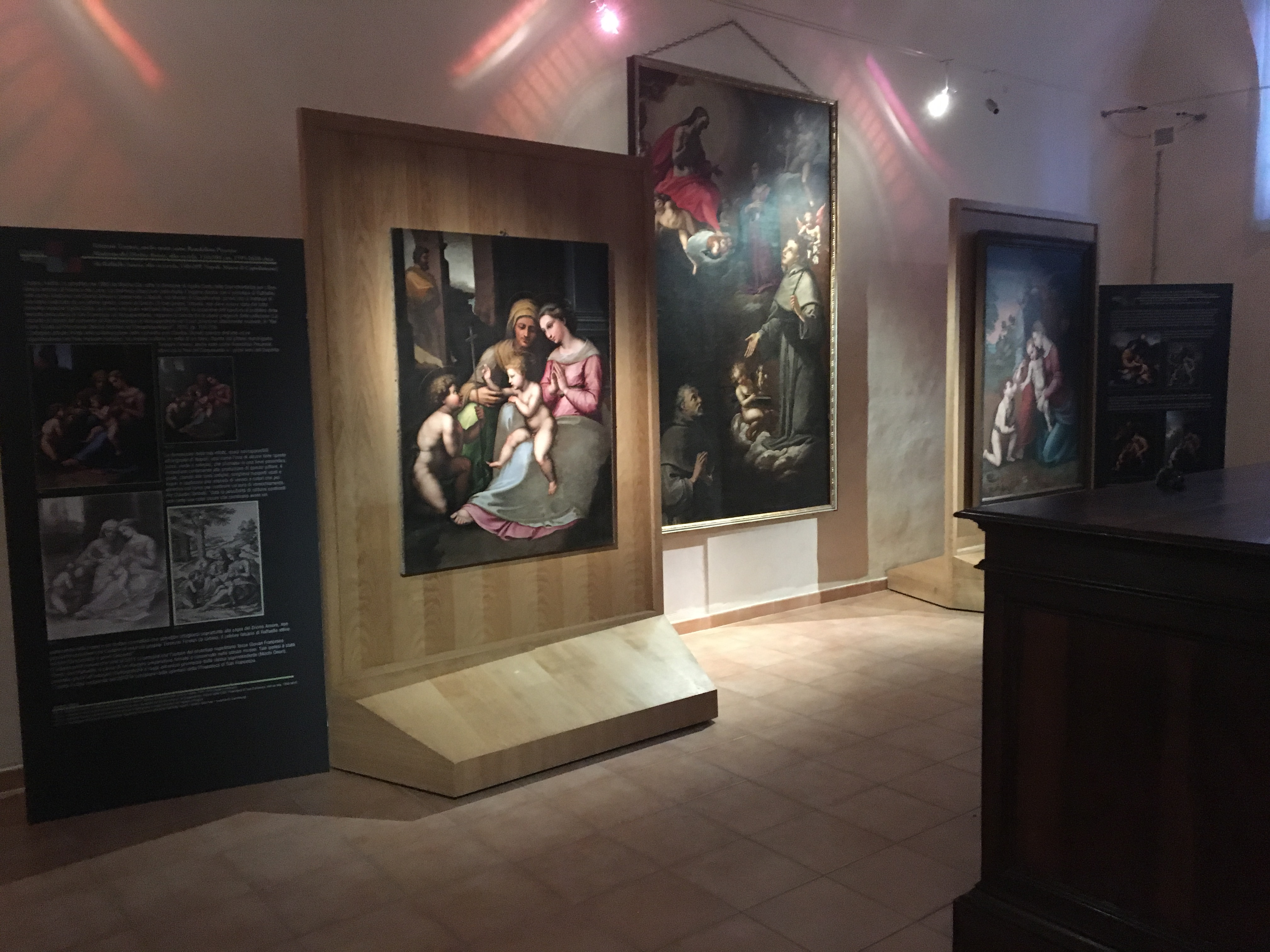
Allestimento della Pinacoteca di San Francesco, Museo della Città
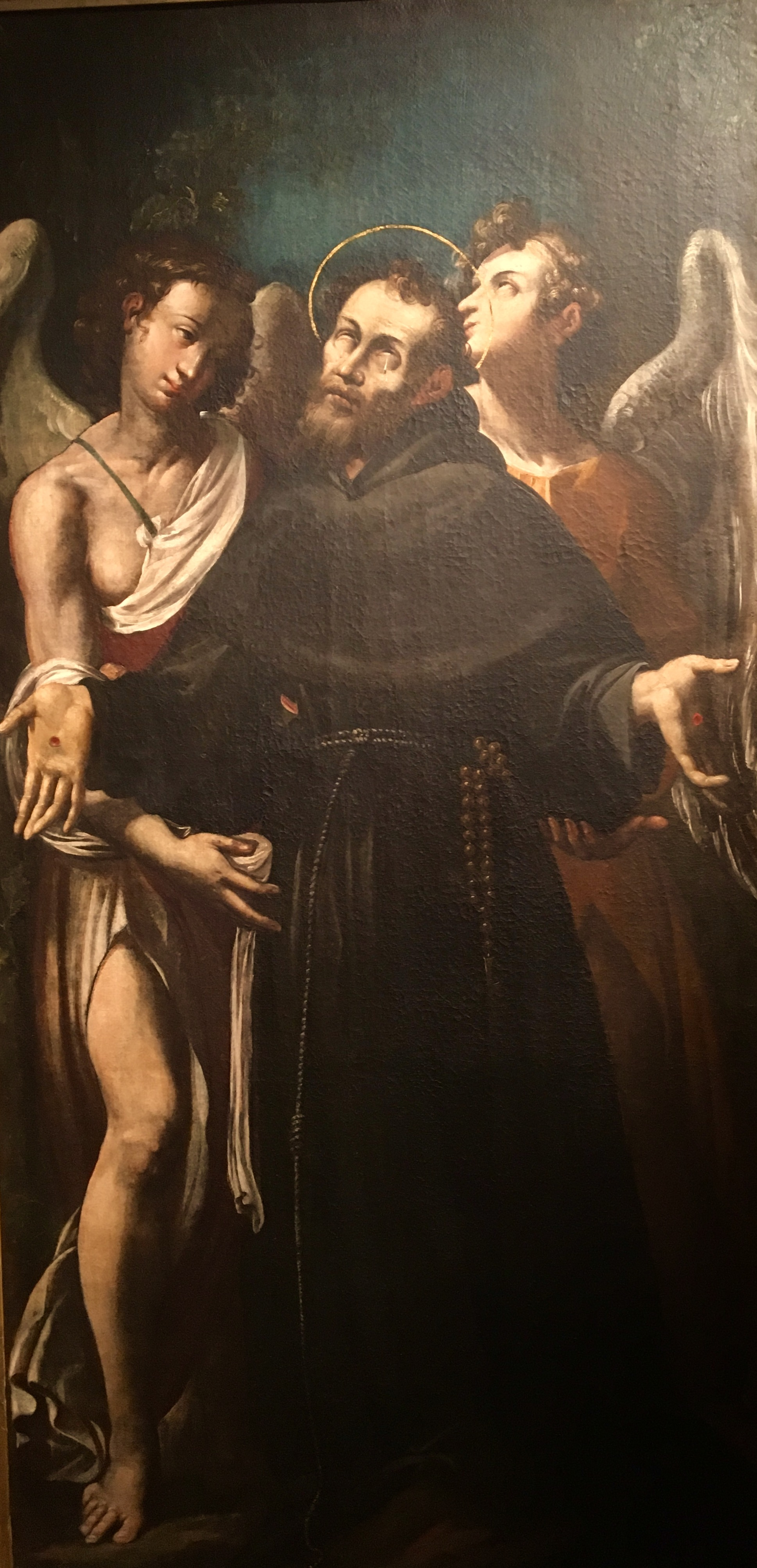
Francesco Nasini (cerchia), San Francesco riceve le stimmate, olio su tela, Pinacoteca di San Francesco, Museo della Città - Patrimonio del Fondo Edifici di Culto – Ministero dell’Interno
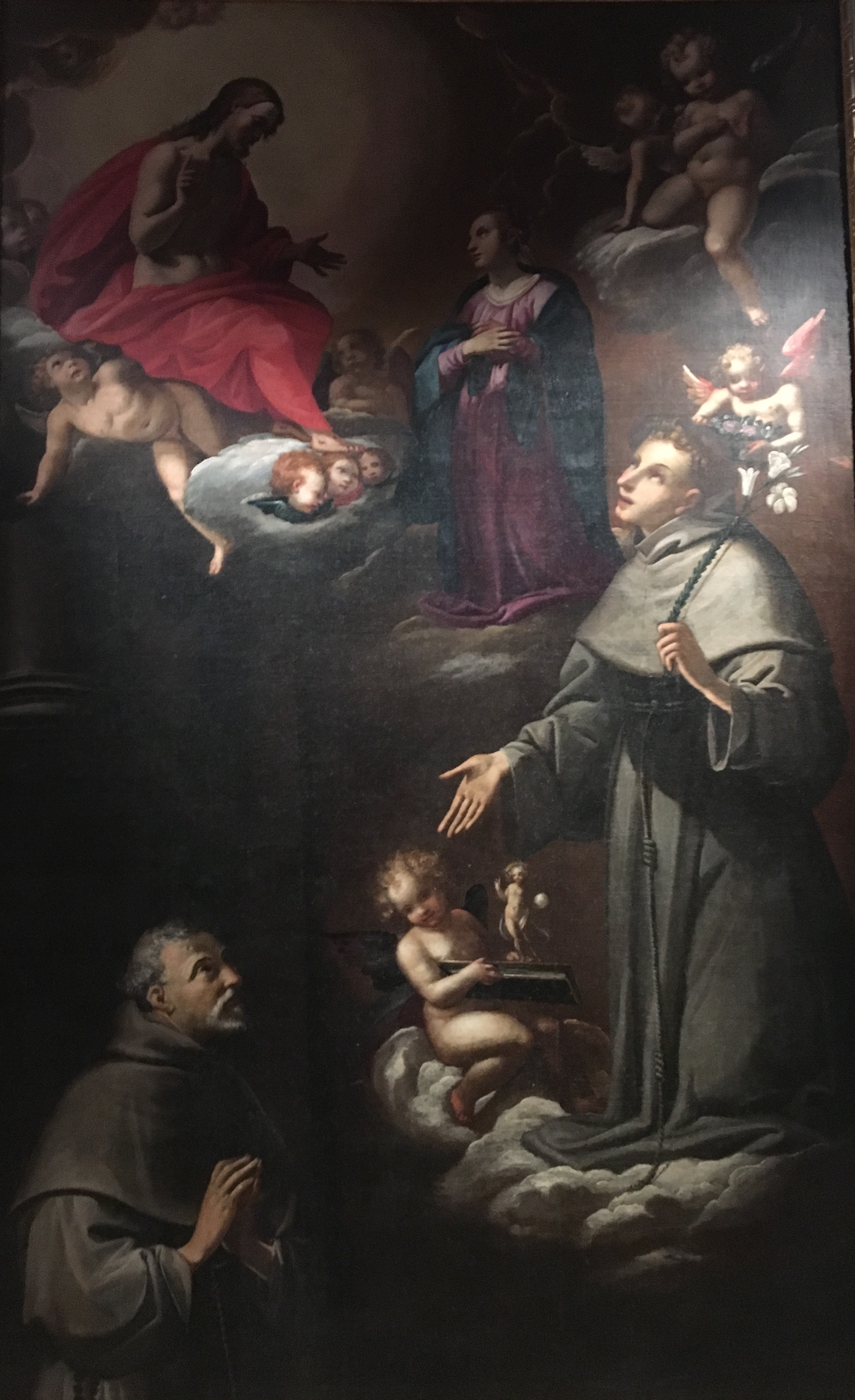
pittore ignoto di ambito romano, Sant'Antonio da Padova in gloria, olio su tela, seconda metà del XVII secolo, Pinacoteca di San Francesco, Museo della Città - Patrimonio del Fondo Edifici di Culto – Ministero dell’Interno
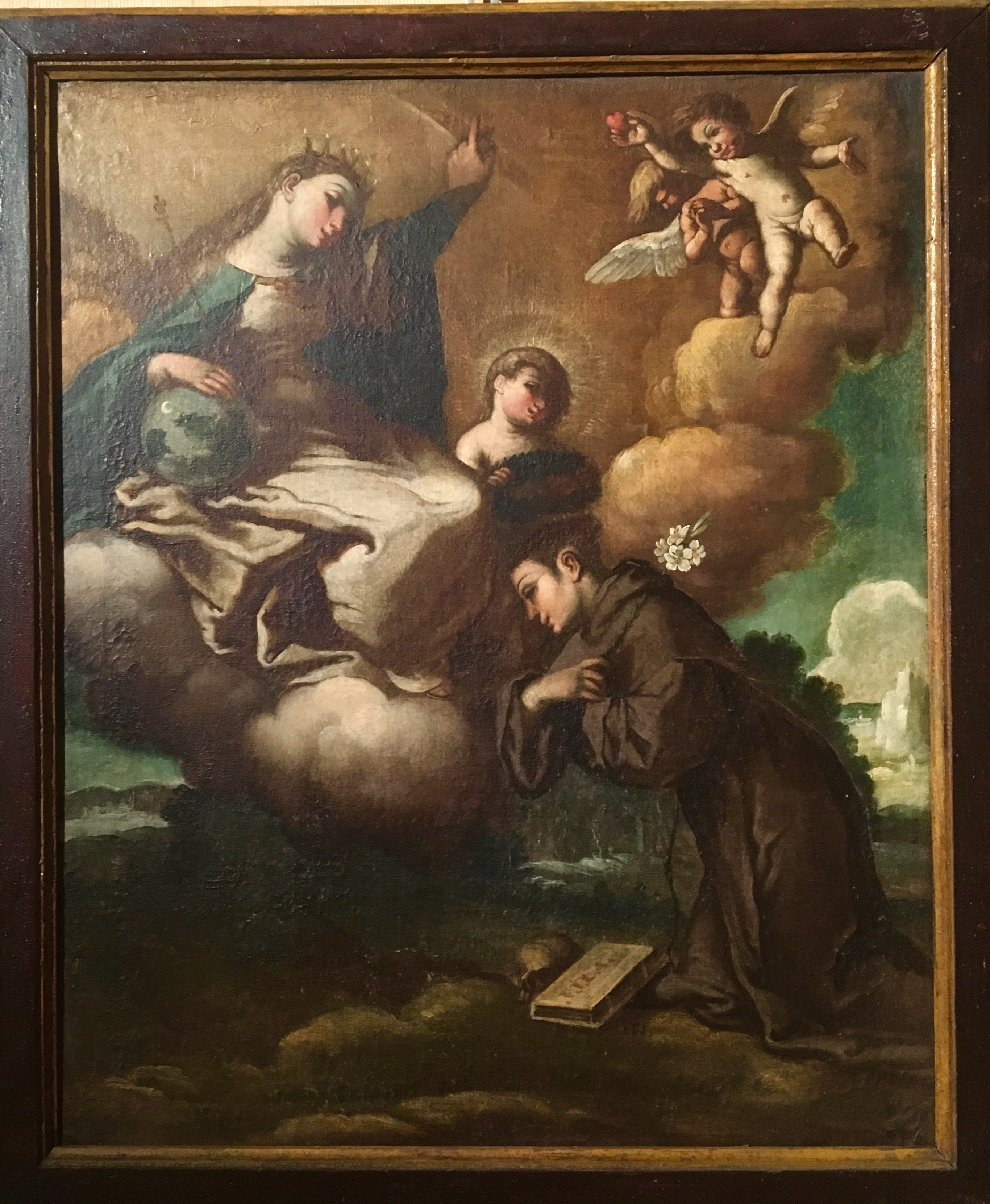
Francesco Nasini, Visione di Sant'Antonio, olio su tela, Pinacoteca di San Francesco, Museo della Città - Patrimonio del Fondo Edifici di Culto – Ministero dell’Interno
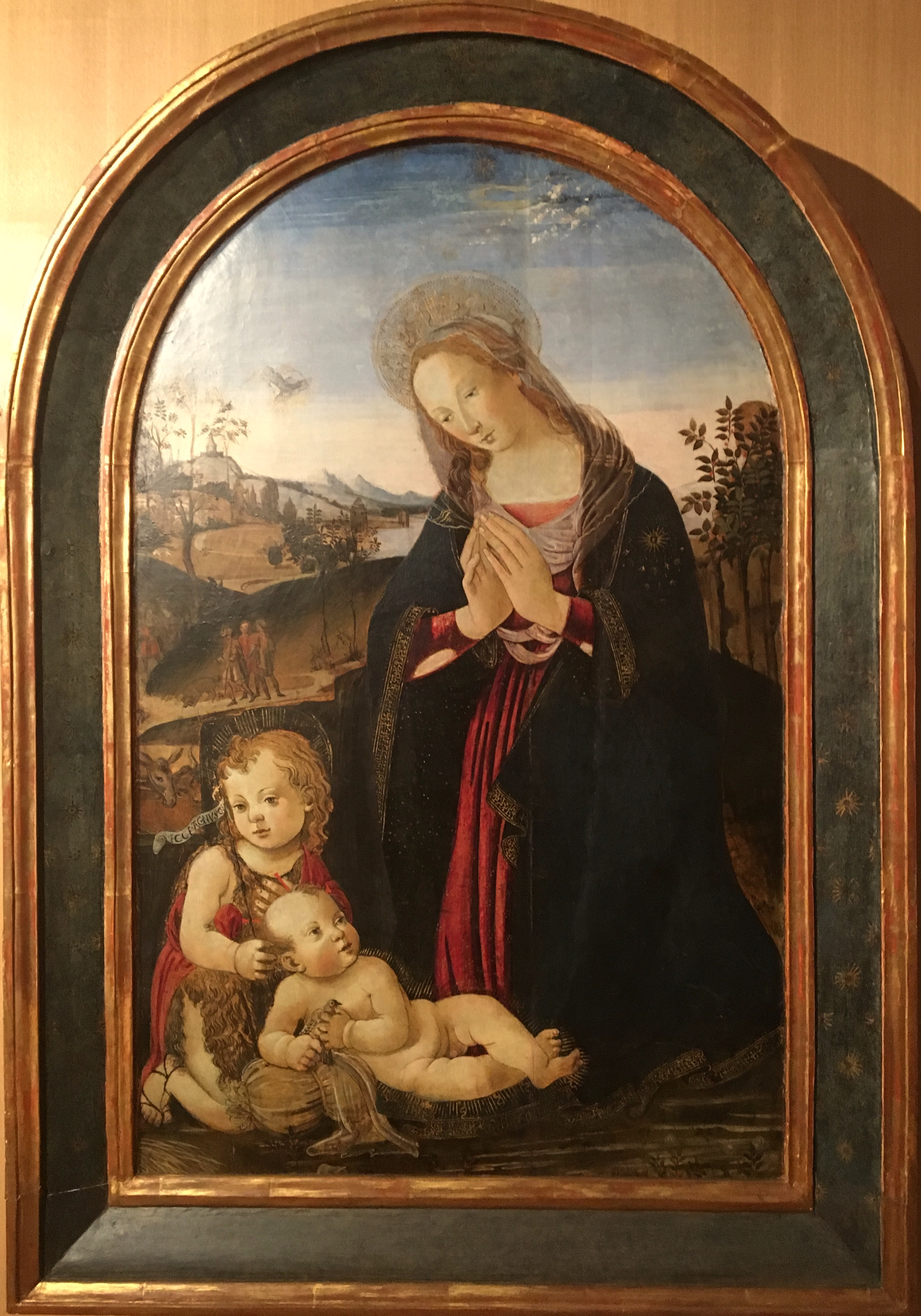
Maestro di Marradi, Madonna con bambino e San Giovannino, olio su tavola, inizio XVI secolo, Pinacoteca di San Francesco, Museo della Città - Patrimonio del Fondo Edifici di Culto – Ministero dell’Interno
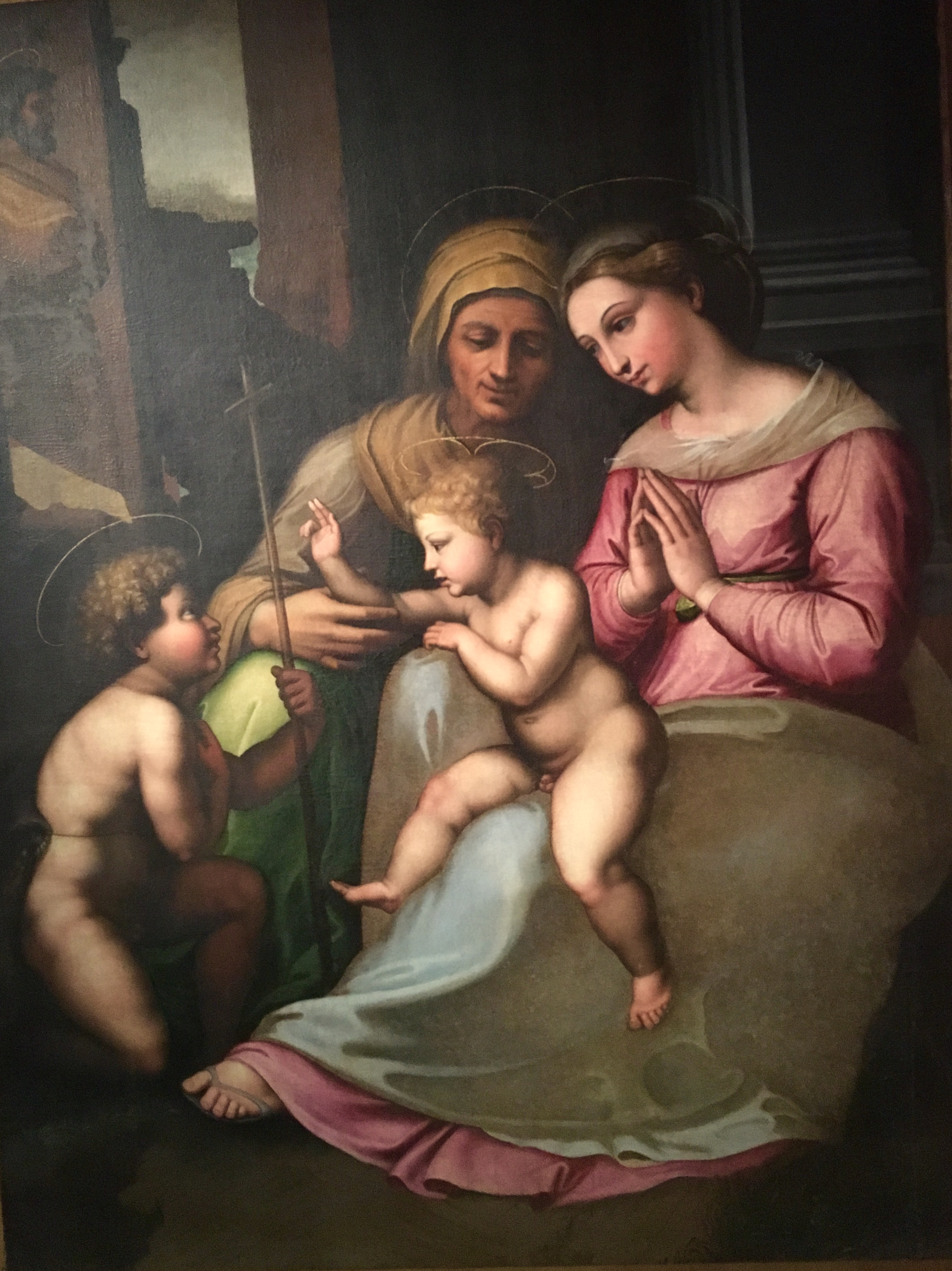
Terenzio Terenzi (Rondolino Pesarese), Madonna con bambino, Sant'Anna e San Giovannino (Madonna del Divino Amore), olio su tela, Pinacoteca di San Francesco, Museo della Città, (copia da Raffaello Sanzio, il cui originale è conservato a Napoli, Museo di Capodimonte) - Patrimonio del Fondo Edifici di Culto – Ministero dell’Interno
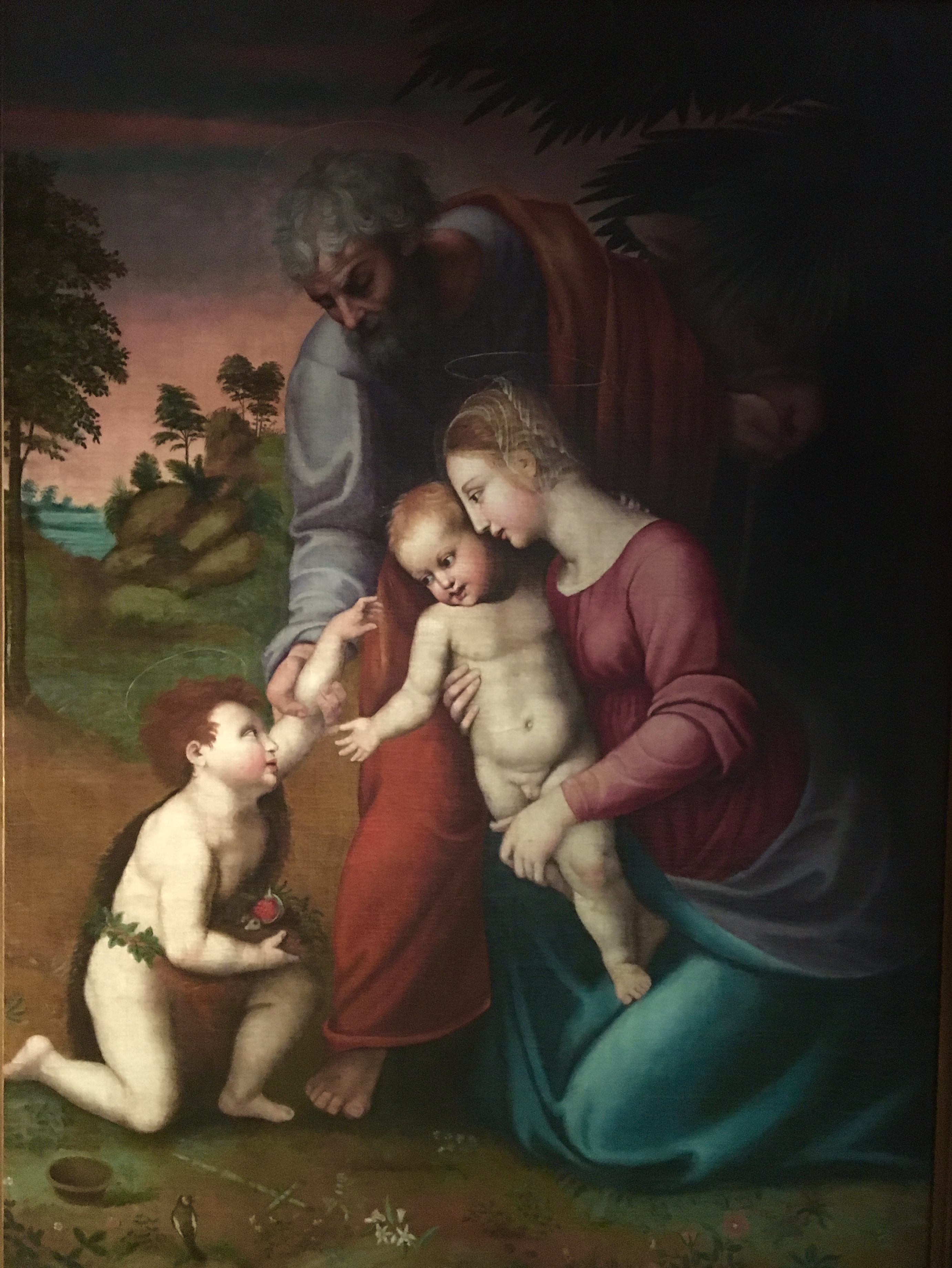
Terenzio Terenzi (Rondolino Pesarese), Madonna con mabino, San Giuseppe e San Giovannino (anche riposo dalla fuga in Egitto), olio su tela, Pinacoteca di San Francesco, Museo della Città (copia da Raffaello Sanzio, il cui originale è al Kunsthistorishes Museum di Vienna) - Patrimonio del Fondo Edifici di Culto – Ministero dell’Interno
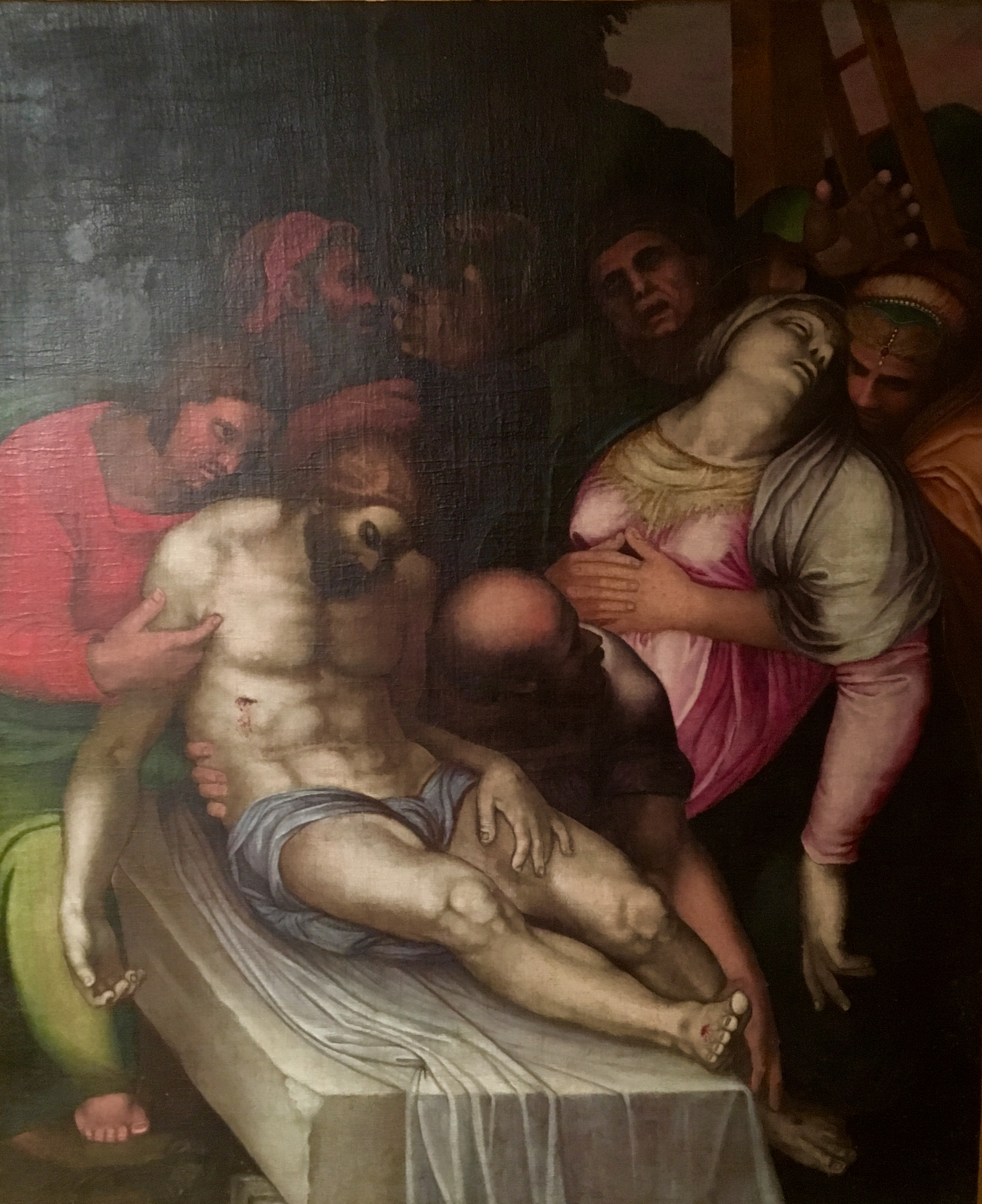
Marcello Venusti (attribuito), Deposizione di Cristo, olio su tela, Pinacoteca di San Francesco, Museo della Città - Patrimonio del Fondo Edifici di Culto – Ministero dell’Interno
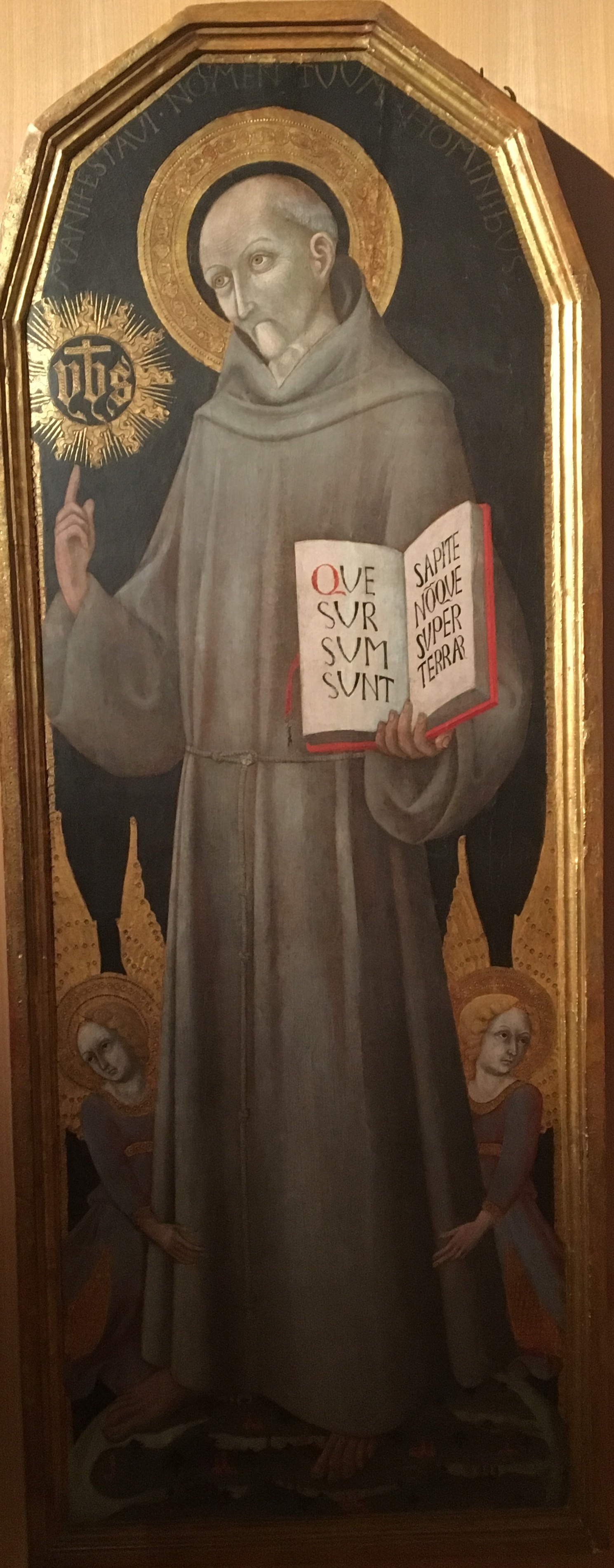
Sano di Pietro, San Bernardino, olio su tavola, post 1488, pinacoteca di San Francesco, Museo della Città - Patrimonio del Fondo Edifici di Culto – Ministero dell’Interno

## Galleria immagini della Torre Julia de Jacopo

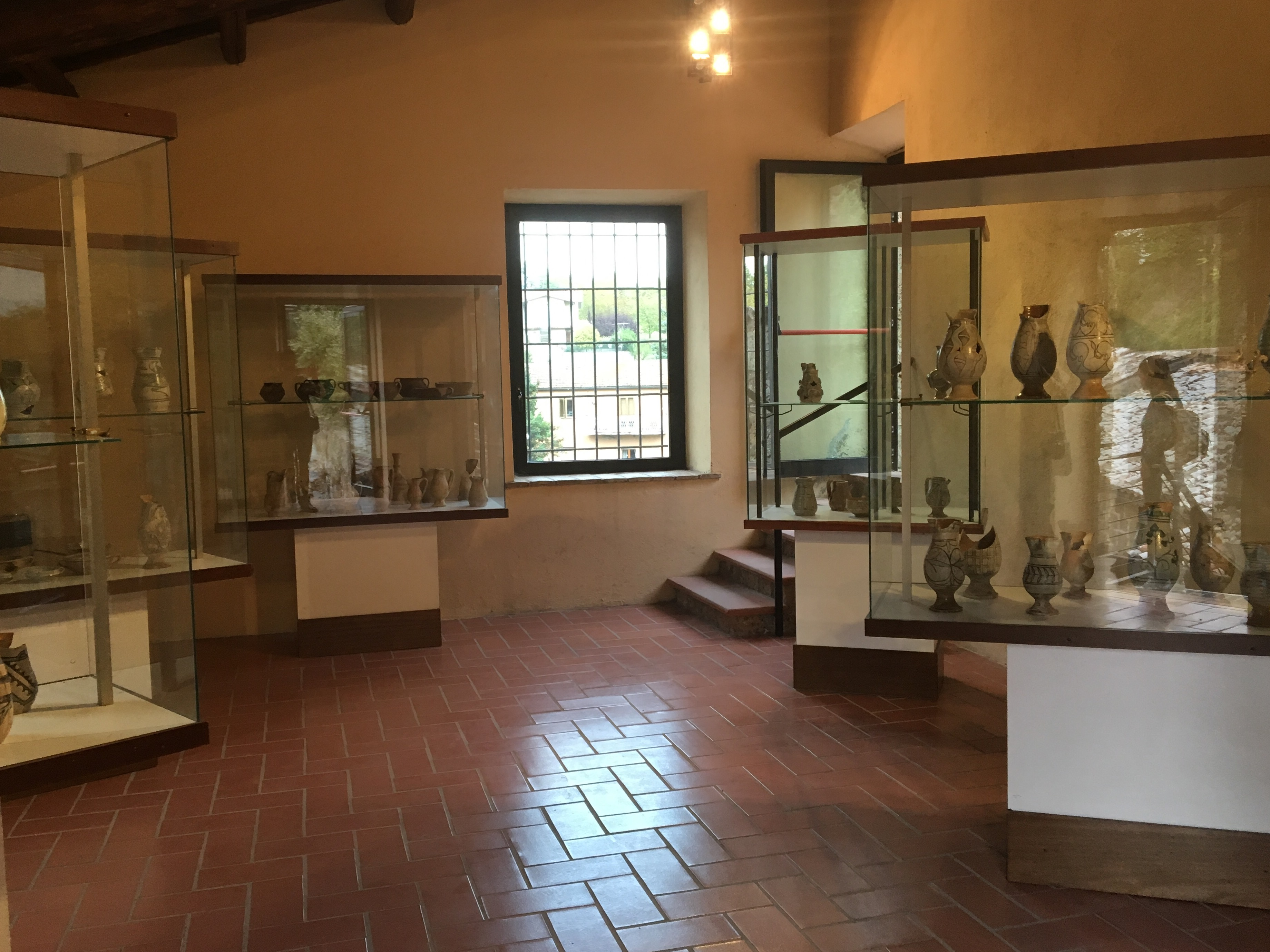
Allestimento con i reperti ceramici medievali e rinascimentali al primo piano, Torre Julia de Jacopo, Museo della Città
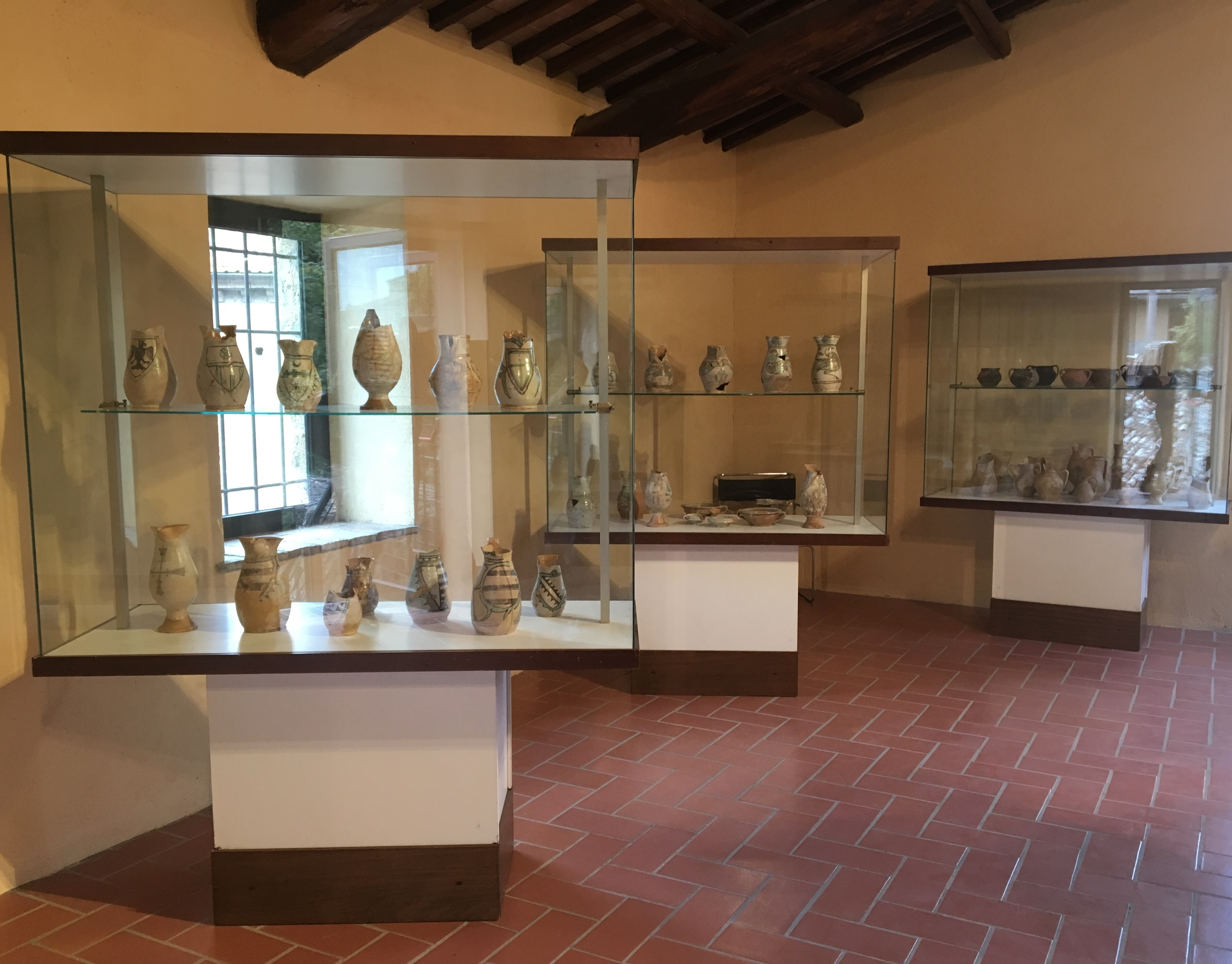
Allestimento con i reperti ceramici medievali e rinascimentali al primo piano, Torre Julia de Jacopo, Museo della Città
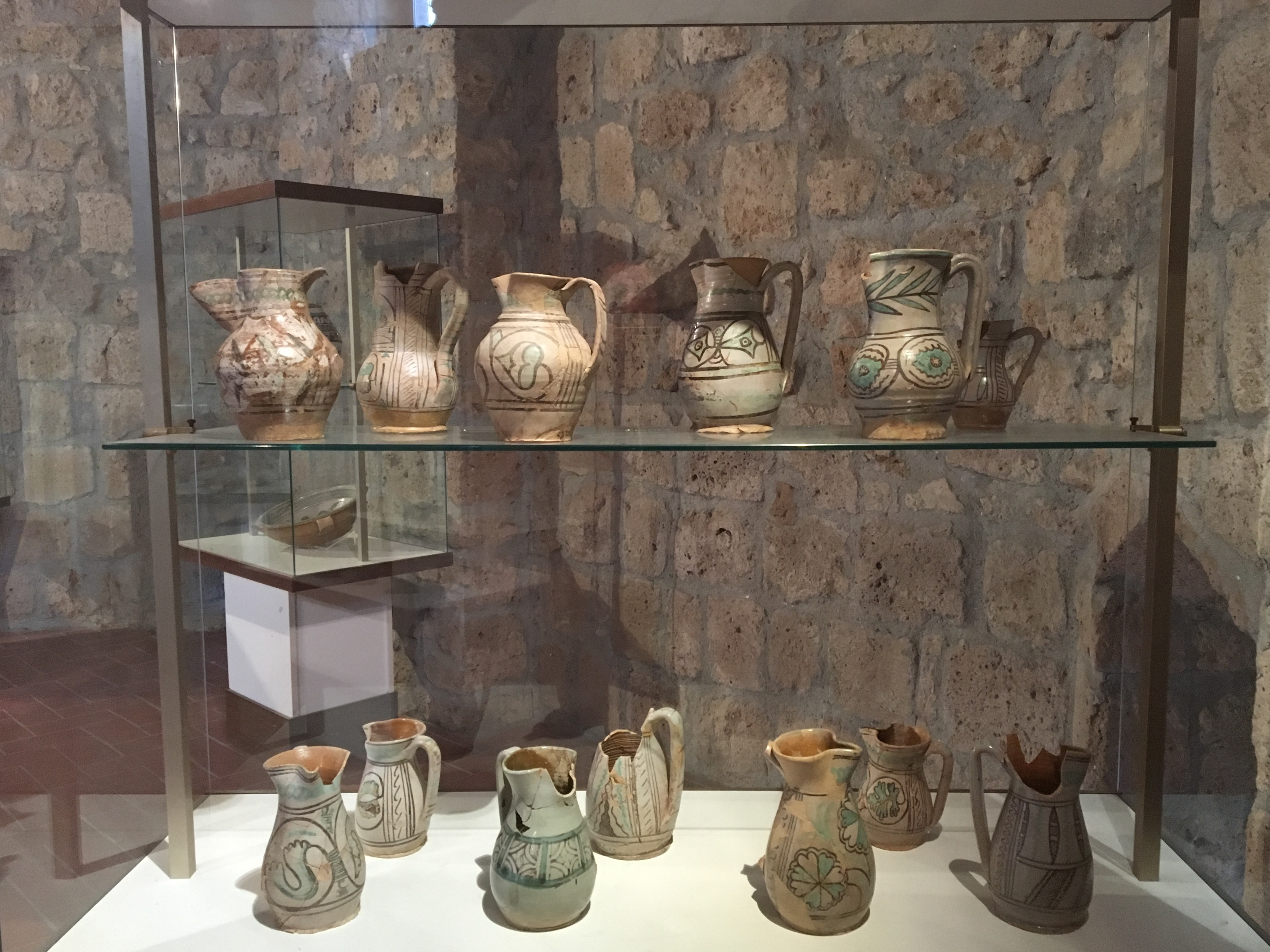
Allestimento con i reperti ceramici medievali e rinascimentali al secondo piano, Torre Julia de Jacopo, Museo della Città
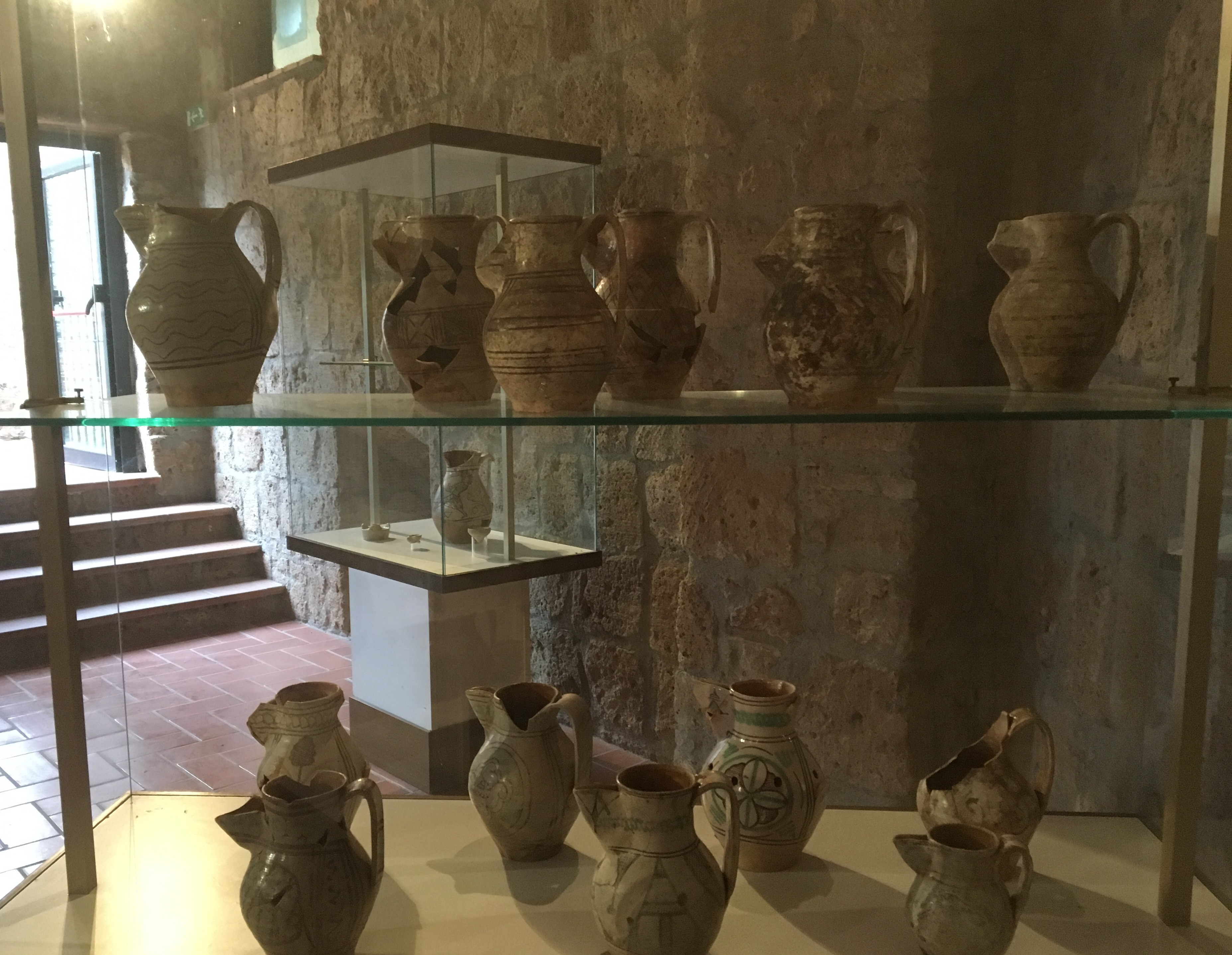
Allestimento con i reperti ceramici medievali e rinascimentali al primo piano, Torre Julia de Jacopo, Museo della Città
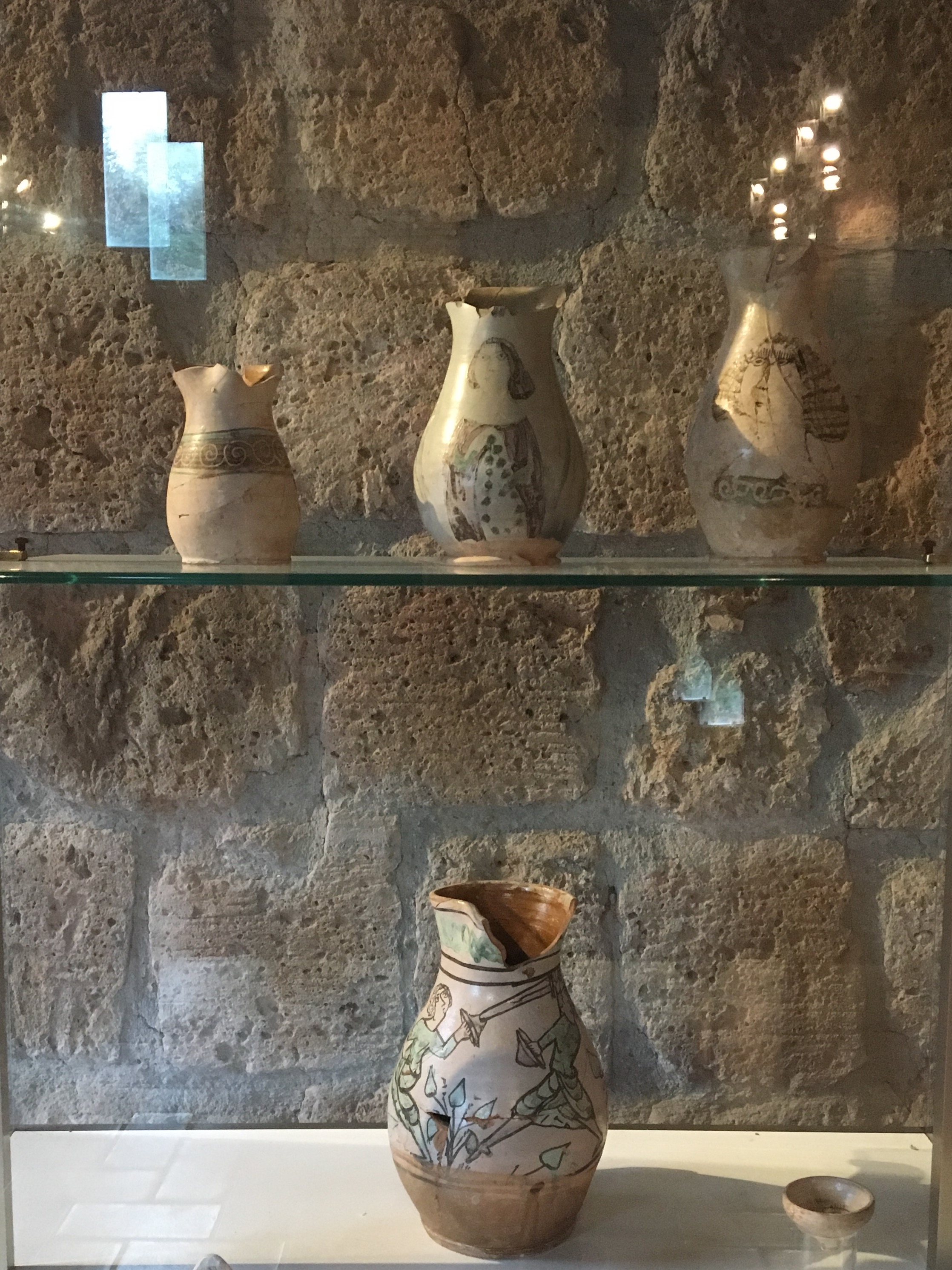
Allestimento con i reperti ceramici medievali e rinascimentali al secondo piano, Torre Julia de Jacopo, Museo della Città
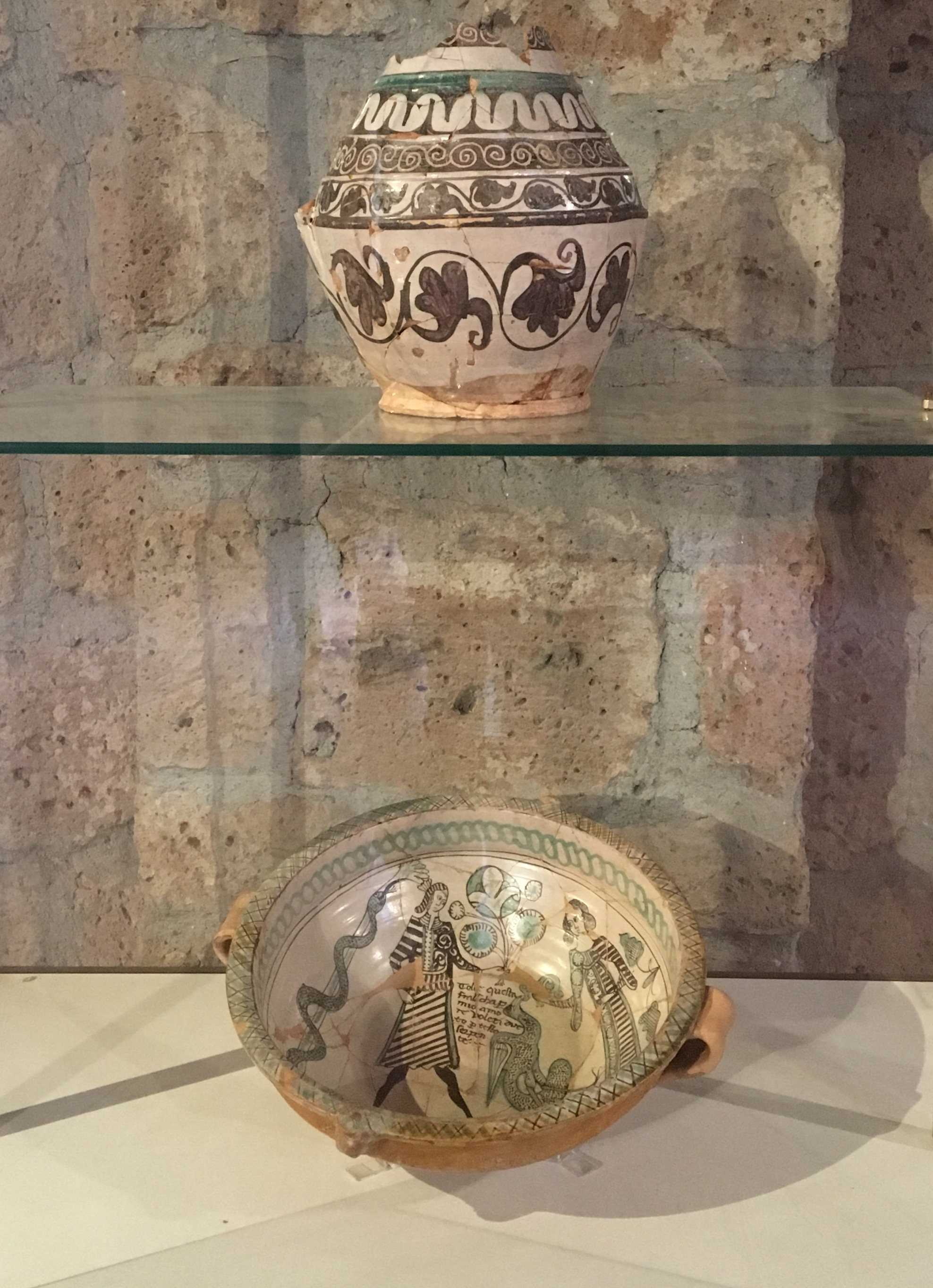
Allestimento con i reperti ceramici medievali e rinascimentali al secondo piano, Torre Julia de Jacopo, Museo della Città